# Benoît XIV
Pour les articles homonymes, voir Benoît XIV (homonymie) et Benoît.
Prospero Lorenzo Lambertini, né le 31 mars 1675 à Bologne, est le troisième enfant d'une famille noble des États pontificaux, fils de Marcello Lambertini et de Lucrezia Bulgarini. Il devient le 247e pape de l’Église catholique romaine en 1740 sous le nom de Benoît XIV (en latin Benedictus XIV, en italien Benedetto XIV). Il meurt le 3 mai 1758 à Rome.
Une série de réformes pastorales dans l’esprit des Lumières catholiques à caractère maçonnique ont été mises en œuvre pendant son pontificat, considéré comme l’un des plus significatifs de l’histoire de la papauté à l’époque moderne.
Souvent négligé, il est peut-être l'un des meilleurs érudits à avoir siégé sur le trône papal. Il a promu l'apprentissage scientifique, les arts baroques, la revigoration du thomisme et l'étude du corps humain. Fermement engagé à appliquer les décrets du concile de Trente et l'enseignement catholique authentique, il a supprimé les modifications précédemment apportées au bréviaire, a cherché à inverser pacifiquement la laïcité croissante des cours européennes, a restauré les cérémonies en grande pompe et, tout au long de sa vie et de son règne, a publié de nombreux traités théologiques et ecclésiastiques. En gouvernant les États pontificaux, il réduisit les impôts sur certains produits, et les augmenta pour d'autres. Il a également encouragé l'agriculture et soutenu le libre-échange entre les États pontificaux. Il créa les Musées Sacré et Profane, qui font aujourd'hui partie des actuels musées du Vatican. Il peut être considéré dans une certaine mesure comme un polymathique en raison de ses nombreuses études sur la littérature ancienne, de ses publications de livres et de documents ecclésiastiques, de son intérêt pour l'étude du corps humain et de son dévouement à l'art et à la théologie.
Homme politiquement réaliste et moderne dans ses relations avec les athées et avec les non-catholiques, Benoît XIV a mis en pratique une série de décrets visant à combler les vides politico-administratifs laissés par les papes précédents. Partisan du mécénat non seulement humaniste autant que scientifique, il change d'attitude à partir des années 1750, lorsque les tendances anticléricales des Lumières, qui voient dans la Compagnie de Jésus son principal antagoniste, deviennent de plus en plus inquiétantes. Vers la fin de son pontificat, en 1758, il expulse les Jésuites du Portugal à la demande de Joseph Ier, juste avant sa mort. La papauté a accédé à contrecœur aux revendications anti-jésuites tout en fournissant une justification théologique minimale aux suppressions.
Objet d'une vive controverse historiographique, partagée entre historiens favorables au pape bolognais pour son esprit prophétique dans l'administration de l'Église, et intellectuels critiques à son égard pour sa politique concordataire complaisante, Benoît XIV est resté surtout connu du grand public pour la comédie Cardinal Lambertini, film historique et politique italien réalisé par Giorgio Pàstina, sorti en 1954, adapté de la pièce de théâtre homonyme du Bolognais Alfredo Testoni créée en 1905, dans lequel le dramaturge met en valeur le caractère « anticonformiste » qui distingue ce pontife.
Horace Walpole le décrit comme « aimé des papistes, estimé des protestants, un prêtre sans insolence ni intérêt, un prince sans favoris, un pape sans népotisme, un auteur sans vanité, un homme que ni l'intellect ni le pouvoir ne pouvaient corrompre ».

## Biographie

### Origines et carrière ecclésiastique

#### Famille et jeunesse
Prospero Lorenzo Lambertini nait à Bologne via delle Campane, plus tard nommée en son honneur, le 31 mars 1675, d'une famille noble, déchue, troisième des cinq enfants de Marcello Lambertini et de Lucrezia Bulgarini, fille de Carlo,. Il appartient, par son père, à la branche cadette d'une ancienne famille sénatoriale de Bologne,, la deuxième ville la plus importante des États pontificaux jusqu'au Risorgimento. Baptisé le jour même de sa naissance par Carlo Evangelista Graffi, prévôt de la cathédrale de Bologne, le futur pontife perd bientôt son père, mort à seulement quarante-deux ans, tandis que sa mère épouse le comte Luigi Bentivoglio ; elle meurt le 21 novembre 1705.
Prospero apprend les premiers rudiments de son tuteur Paolo Pasi et du curé Sante Stancari, puis part au pensionnat bolognais de l'Accademia degli Ardenti, connu sous le nom de Del Porto,. À l'âge de treize ans, il est envoyé à Rome au collège Clementine dirigé par les clercs réguliers de Somasque,, où il étudie la rhétorique, le latin, la philosophie et la théologie de 1689 à 1692, et où il se distingue parmi ses condisciples par sa vivacité d'esprit.
Tout jeune, il se passionne pour la littérature : Dante, le Tasse et l'Arioste sont ses auteurs de chevet. Au cours de ses études, il étudie les œuvres de saint Thomas d'Aquin, qui est son auteur et saint préféré. Alors qu'il apprécie d'étudier au Collegio Clementino, son attention se tourne vers le droit civil et le droit canonique.

#### Début de carrière ecclésiastique
Le jeune Lambertini est remarqué en 1691 par le pape Innocent XII, qui, après avoir écouté un discours en latin écrit par Lambertini lui-même sur la Sainte Trinité et qui lui est dédié, est si étonné qu'il lui accorde un petit bénéfice de cent scudi d'or ,, la première des récompenses reçues par le pontife au cours de sa vie avant son accession au trône.
En 1694, il est diplômé en théologie et In utroque jure à l'université de Rome,, commençant tôt sa carrière curiale, très appréciée ,, qu'il gravit dans tous ses grades et fonctions. D'abord l'assistant d'Alessandro Caprara, l'auditeur de la Rote romaine, après l'élection du pape Clément XI en novembre 1700, il est nommé avocat du consistoire en 1701 et peu de temps après, est créé consulteur de la Sacrée congrégation de l'inquisition romaine et universelle. Il devient en 1708 promoteur de la Foi de la Congrégation des rites, en 1712 chanoine du chapitre de la basilique Saint-Pierre avec prébende théologique et membre de la congrégation des rites, puis en 1713, prélat, avant de devenir secrétaire de la congrégation du concile en 1720,. En tant que promoteur de la Foi, il obtient deux succès majeurs : la canonisation du pape Pie V et rédige un traité sur le processus de béatification et de canonisation des saints, De servorum Dei beatificatione et de beatorum canonizatione, une œuvre importante encore considérée comme un classique.
Il est tenu en haute estime par le pontife en charge, Clément XI (1700-1721), qui lui demande conseil sur les questions les plus graves et les plus lourdes, telles que celles relatives au droit canonique, branche dans laquelle il excelle. Le successeur de Clément XI, le pape Innocent XIII, lui offre le poste de canoniste de la Pénitencerie apostolique.

#### Ascension rapide sous Benoît XIII: évêque d'Ancône et cardinal

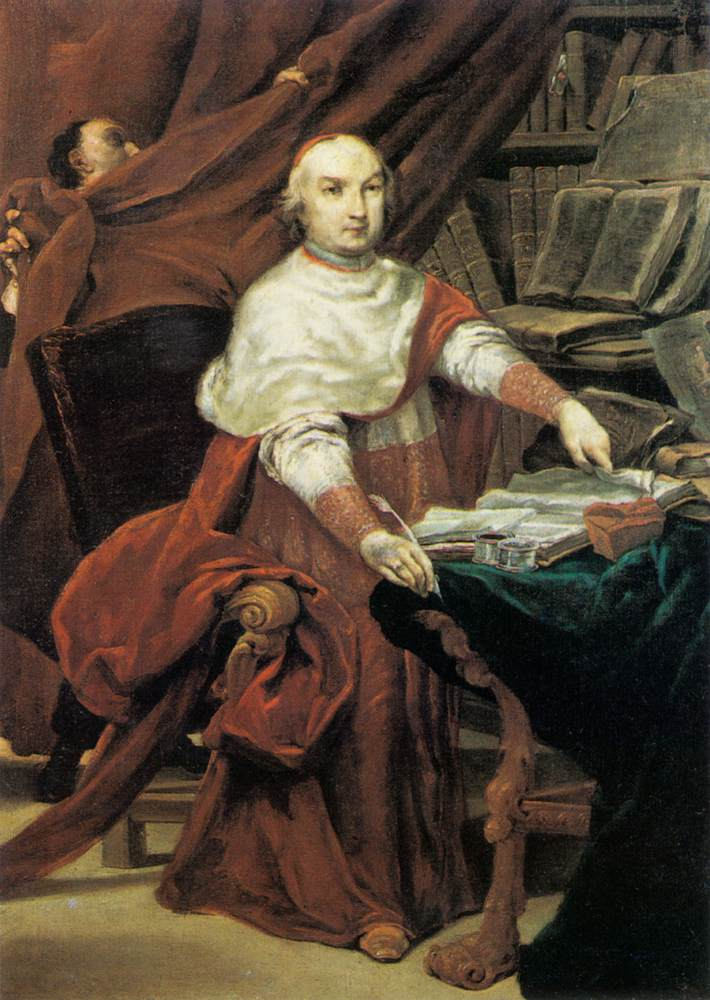
Giuseppe Maria Crespi, Portrait du cardinal Prospero Lambertini, 1739, huile sur toile, 205x146,5 cm, Collections d'art municipales, Bologne.

Grâce au pape Benoît XIII, qui le tient en haute estime, il gravit rapidement les échelons de la hiérarchie ecclésiastique. Lambertini est ordonné prêtre le 2 juillet 1724, à l'âge de près de cinquante ans, alors qu'il est déjà au sommet de sa carrière curiale pour être consacré évêque par Benoît XIII, dans la chapelle Pauline du palais du Vatican, le 16 juillet de la même année. Les co-consécrateurs sont Giovanni Francesco Nicolai (de), archevêque titulaire de Myre (de) (vicaire de la Basilique Vaticane), et Nicolò Maria Lercari, archevêque titulaire de Nazianze et maître des cérémonies de la cour papale. Il est archevêque titulaire de Théodosie (de) l'année suivante. 
Le pape fait appel à ses conseils éclairés au synode romain concile de la province romaine de 1725, expérience fondamentale, seul concile auquel il participe réellement : il y montre ses grandes qualités humaines et pastorales, en s'occupant des séminaires et de la relation directe avec les fidèles. Benoît XIII le crée alors Cardinal in pectore lors du consistoire du 9 décembre 1726. Nommé évêque d'Ancône le 29 janvier 1727, il est autorisé à conserver le titre d'archevêque, ainsi que toutes les charges qui lui ont déjà été accordées, dont celle d'abbé commendataire du monastère camaldule de S. Stefano di Cintorio (Cemeterio) dans le diocèse de Pise. Il reçoit le titre cardinalice de cardinal-prêtre de Sainte-Croix-de-Jérusalem  publiquement le 30 avril 1728

##### Mécénat
En 1718, l'Istituto delle science ed Arti Liberali de Bologne avait commencé la construction d'une chapelle dédiée à l'Annonciation de la Vierge Marie. En 1725, Prospero Lambertini, qui œuvre à la Curie romaine mais est soucieux de ses origines, ordonne que la chapelle soit peinte. Il confie les travaux à Carlo Salarolo, qui en fait décorer les murs. Il commande et paie le tableau au-dessus du maître-autel, une image de la Vierge accueillie par l'Ange, œuvre de Marcantonio Franceschini.
En 1731, le nouvel évêque fait restaurer et rénover le maître-autel et le chœur de la cathédrale Saint-Cyriaque d'Ancône. Une fois devenu pape, il n'oublie pas son ancien diocèse, envoyant un don annuel à l'église d'Ancône, des vases sacrés en or ou en argent, des ornements d'autel, des vêtements décoratifs et d'autres objets.

### Épiscopat bolognais (1731-1740)

#### Médiateur politique

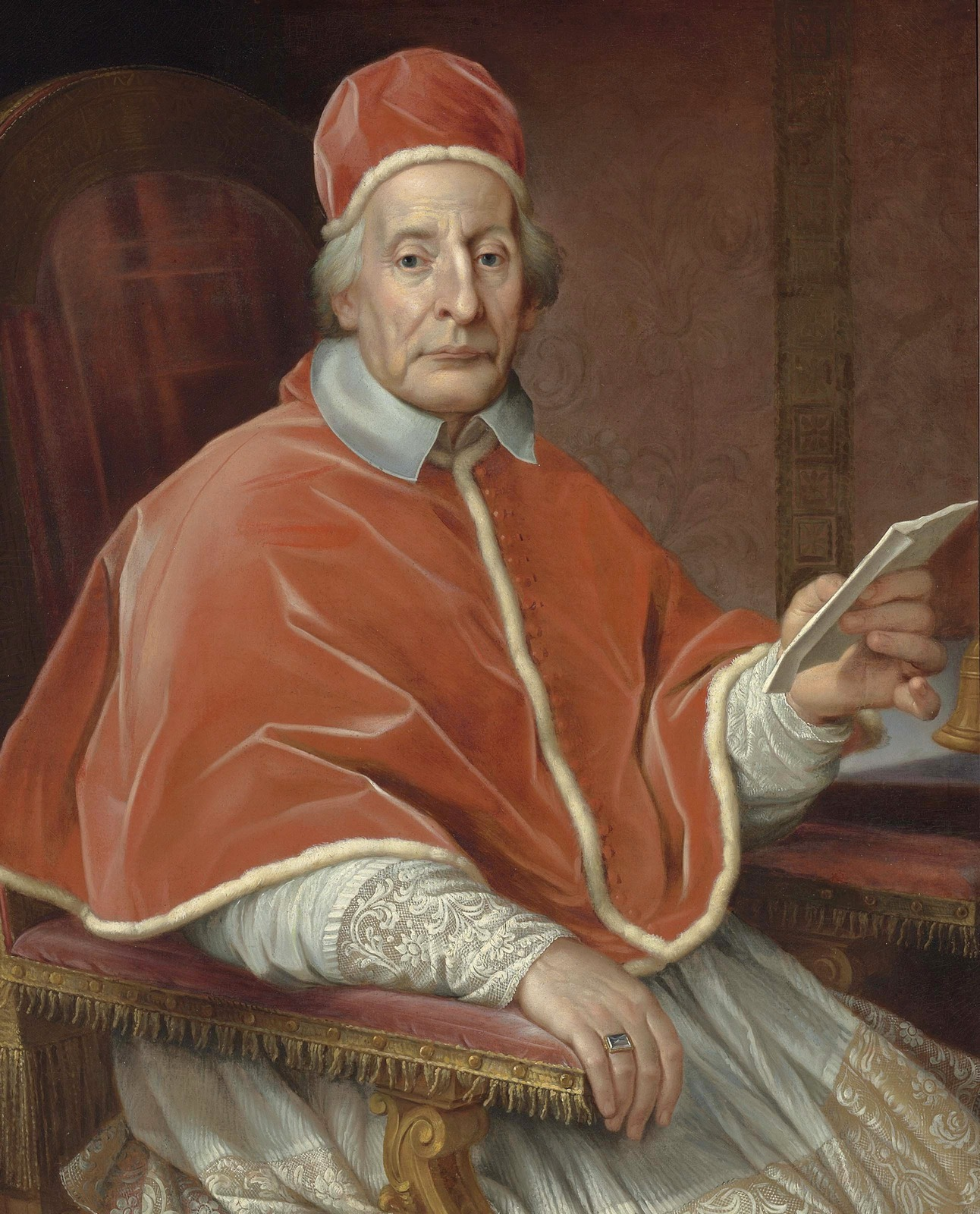
Agostino Masucci, Portrait de Clément XII assis, collection particulière.

Lors du consistoire du 30 avril 1731, le nouveau pape Clément XII nomme Prospero Lambertini archevêque de Bologne, sa ville natale, où il se transfère le 29 mai de la même année. Les compétences diplomatiques qu'il a déjà montrées à l'occasion du concordat avec le royaume des Deux-Siciles et le royaume de Sardaigne en 1727, en font le candidat le plus apte à affronter avec succès le sénat de la ville, avec lequel les relations sont difficiles, caractéristiques de la forme diarchique de gouvernement de Bologne, réussissant à normaliser les relations entre cet organisme et la curie diocésaine. À cause précisément de son zèle à entretenir de bonnes relations, de nombreux chanoines et clercs bolognais critiquent les actions de l'archevêque, car elles sapent en même temps les privilèges dont ils ont joui jusqu'à présent. Lambertini, par exemple, profite des surplus dont bénéficient les ecclésiastiques pour réaliser des travaux d'utilité publique, comme le pavage des routes.

#### De synodo dioecesana
Pendant son mandat d'archevêque, il rédige un long traité en trois volumes, De synodo dioecesana, sur le thème du synode diocésain, présentant une synthèse de l'histoire, du droit canonique, des pratiques et des procédures pour la tenue de ces importantes réunions du clergé de chaque diocèse. Il prépare le terrain pour la tenue de son propre synode dans le diocèse de Bologne, attente qu'il annonce pour la première fois dans une Notificazione du 14 octobre 1732. Lorsque la première édition du De Synodo est publiée en 1748, le synode n'a toujours pas eu lieu.

#### De servorum Dei beatificatione et beatorum canonizatione
De 1734 à 1738, Lambertini publie les quatre livres de son traité De servorum Dei beatificatione et beatorum canonizatione,. Ce traité est le fondement de la procédure moderne de béatification des « serviteurs de Dieu » et de canonisation des bienheureux, selon laquelle, pour être élevé aux honneurs des autels, il faut avoir été auteur au moins d’un miracle, c’est-à-dire d’un événement surnaturel survenu par l’action divine. Une congrégation de cardinaux doit examiner soigneusement et scrupuleusement ce miracle, ainsi que le style de vie et la foi du « candidat » à la sanctification. Quelques exceptions à la règle sont reconnues, comme dans le cas de Pérégrin Laziosi, reconnu par la congrégation des rites sur la base d'un culte de temps immémorial (et non sur la base d'un indult papal existant) ou, plus généralement, pour les cas d'indult pontifical.

#### Administrateur et protecteur des arts et des sciences
À Bologne, Prospero Lambertini promeut les arts et les sciences, créant notamment l'académie de peinture Clementina, nommée en l'honneur du pape régnant Clément XII, et fondant l'Institut des sciences. Entre autres initiatives, il travaille à l'archivage et à l'agencement de la bibliothèque personnelle de son prédécesseur Gabriele Paleotti.
Il intervient en soutien à Laura Bassi pour sa soutenance de disputatio de philosophie en 1732. Elle devient en 1733 la seconde femme à être docteur en philosophie. Il obtient que, deuxième femme diplômée au monde, elle enseigne la physique et les mathématiques à l'université de Bologne. En 1748, il apporte son soutien à Maria Gaetana Agnesi pour qui il fait créer une chaire de mathématiques à l'université de Bologne.
Il est également mécène des arts, commandant la rénovation d'églises ou d'édifices sacrés : il subventionne la reconstruction de la collégiale San Biagio de Cento et de la cathédrale de Bologne, entre 1743 et 1755), en faisant don à ce dernier édifice sacré et à la basilique San Petronio de Bologne de meubles sacrés précieux ; il poursuit également la construction du sanctuaire Madonna di San Luca (Bologne), commencée en 1723 et terminée en 1757.

#### Pastorale
Il poursuit sa mission spirituelle avant tout à travers des visites pastorales. Celles-ci lui assurent à la fois le contact continu avec le diocèse, et lui permettent de se rendre compte personnellement des situations locales du clergé et des fidèles, et d'intervenir de la manière la plus appropriée dans des cas individuels, démontrant ainsi une profonde vocation. Ce dernier geste est également dicté par l'initiative de donner des indications et des dispositions générales et, le cas échéant, de réprimander et de sanctionner un clergé souvent indiscipliné ou simplement ignorant. Au cours des neuf années de son épiscopat, il procède à la réorganisation économique et institutionnelle des paroisses, des confréries, des collèges étudiants pour réaliser les décisions du concile de Trente et, par conséquent, pour soutenir la reconstruction de l'église métropolitaine et la construction et la stabilisation des revenus du séminaire.

#### Bilan

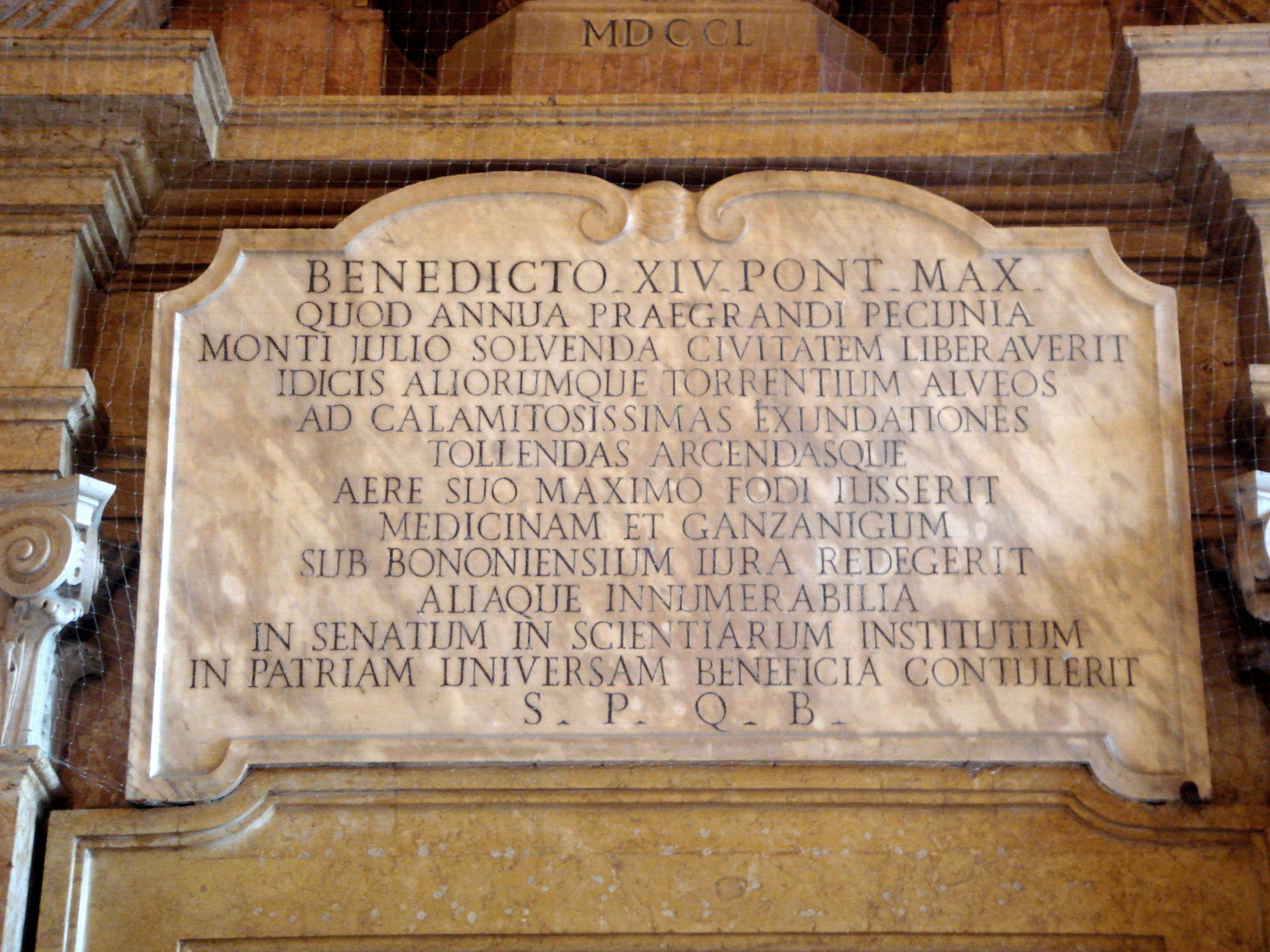
Palazzo d'Accursio à Bologne, plaque en l'honneur du pape bolognais Benoît XIV, 1750.

Lambertini occupe cette charge jusqu'en 1754. Les vingt années de son épiscopat sont considérées par la majorité des historiens comme positives pour l'engagement et pour la prodigalité que l'archevêque a donné pour accroître la qualité de la pastorale et de la vie citadine elle-même. Mario Rosa, par exemple, souligne la plus grande attention accordée à la pastorale par rapport à la pastorale purement administrative, ce qui marque un tournant dans la gestion de la vie diocésaine ; Alfeo Giacomelli souligne le caractère unitaire de l'action épiscopale entre 1730 et 1754 ; Umberto Mazzone loue son astuce dans les décisions pratiques.
Il est un pasteur aimé et estimé des Bolonais.

### Pontificat (1740-1758)

#### Conclave de 1740
Le 6 février 1740, Clément XII, malade depuis de nombreuses années, meurt. Le conclave qui s'ouvre le 19 février s'avère être l'un des plus compliqué de toute l'histoire moderne : les factions pro-franco-autrichiennes et pro-espagnoles s'affrontent et ne réussissent pas à se mettre d'accord sur un candidat apprécié des deux côtés. Lambertini qui arrive le 5 mars ne fait pas partie des « papabili », n'étant l'un des favoris d'aucune des factions (impérialistes, espagnols, français, Zelanti). Le conclave dure six mois et est le plus long des temps modernes,.
Au début, le cardinal Pietro Ottoboni (1667-1740), doyen du Sacré Collège, est favori pour être élu. Nombre de cardinaux s'y opposent parce qu'il est le protecteur de la France à la curie. Sa mort le 29 février 1740 élimine définitivement sa candidature . Après l'échec des candidatures de Neri Corsini et d'Annibale Albani, le collège des cardinaux tente de trouver un candidat en Pompeo Aldrovandi. Celui-ci n'obtient pas le quorum nécessaire des deux-tiers pour être élu pontife. Son plus grand ennemi, le cardinal camerlingue Annibale Albani, choisit plutôt de soutenir le cardinal Giacomo Lanfredini de Florence, qui travaille à Rome à la curie. À la mi-août, Albani demande au chef de la faction impérialiste, le cardinal Niccolò del Giudice, de penser à Lambertini. Après de longues délibérations, Lambertini est présenté aux cardinaux électeurs comme candidat de compromis. Il dit aux cardinaux, avec cet esprit plaisant qui le distingue : « Voulez-vous un saint ? Choisissez Gotti. Voulez-vous un homme d’État ? Élisez Aldobrandini. Voulez-vous un homme honnête ? Élisez-moi »,. Vincenzo Ludovico Gotti (1664-1742) est professeur de philosophie au Pontificia Studiorum Universitas a S. Thoma Aq. in Urbe et peut-être le plus grand thomiste de son temps,, alors que le cardinal Aldrovandi est un canoniste.
Que cette anecdote soit vraie ou non, les cardinaux s'accordent pour faire converger leurs voix vers l'archevêque neutre de Bologne, à la réputation d'érudition approfondie, de douceur, de sagesse et de conciliation en matière politique. Le cardinal Lambertini est élu au trône papal le 17 août 1740 au soir vers 21 heures, au 255e tour, bien qu'il ne souhaite pas ce poste. Au moment de son élection, en effet, il adresse aux cardinaux les trois raisons suivantes, qui consacrent son acceptation, quoique réticente, du trône de Pierre : « La première, pour ne pas désobéir à un de vos bienfaiteurs ; la seconde, pour ne pas résister à la volonté manifeste de Dieu, car je la considère comme n’ayant jamais désiré une telle vanité ; la troisième : pour finir ces réunions qui, je crois, font scandale au monde pour leur durée. ».
Il est ensuite couronné pape le 22 août, par le cardinal diacre Carlo Maria Marini, prenant le nom de Benoît en l'honneur de Benoît XIII, à qui il doit sa carrière ecclésiastique.

#### Évêque de Rome et archevêque de Bologne
Bien qu'il soit devenu évêque de Rome, il occupe le poste d'archevêque de Bologne jusqu'au 17 janvier 1754, date à laquelle il nomme Vincenzo Malvezzi Bonfioli comme son successeur. Le lien avec Bologne est important ; Benoît XIV fait de nombreux dons d'ouvrages d'art ou de recherche à diverses institutions culturelles et ecclésiales de la ville. Il place en particulier l'Institut des Sciences de Bologne sous sa protection, à tel point qu'il fait don à la bibliothèque de l'Institut (aujourd'hui bibliothèque universitaire de Bologne) de la collection de 25 000 livres qui constituent sa bibliothèque personnelle et les fonds d'archives avec les documents de toute sa vie, soit plus de 500 volumes,.

#### Première phase du pontificat: 1740-1750
Les dix premières années du pontificat lambertien sont caractérisées par une ouverture notable vers le monde laïc, par l'abandon des préjugés envers les méthodes de gouvernement et les politiques religieuses poursuivies par ses prédécesseurs. Représentant de l'Aufklärung catholique, il décide de poursuivre une politique concordataire à l'égard des pouvoirs laïcs, abandonnant dans le domaine ecclésiastique la rigidité mentale excessive typique de la première Contre-Réforme, tout en conservant certaines facettes, comme les visites pastorales et les critères de canonisation des saints. Cette ouverture « modérée » se manifeste en observant spécifiquement les lignes directrices de l'action bénédictine.

##### Politique étrangère

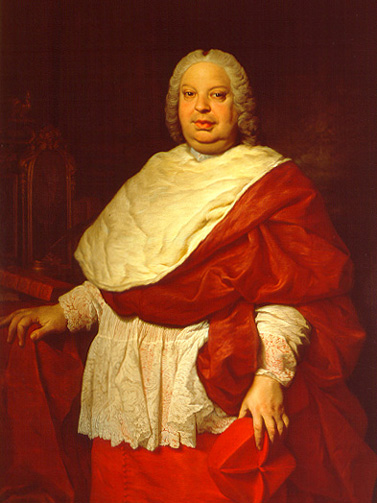
Pierre Hubert Subleyras, Portrait du cardinal Silvio Valenti Gonzaga, huile sur toile, vers 1745, Galleria Cini, Rome.

L'élection de Lambertini au trône papal a lieu dans une période de grandes difficultés, causées principalement par des conflits entre les nations catholiques et la papauté, alimentées par l'anticléricalisme et principalement causées par les différends entre les dirigeants catholiques et la papauté au sujet des exigences gouvernementales de nommer les évêques plutôt que de laisser la nomination à l'Église. Benoît XIV réussit à surmonter la plupart de ces problèmes ; les différends du Saint-Siège avec le royaume de Naples, le royaume de Sardaigne, l'Espagne, la république de Venise et l'Autriche sont réglés.
Grâce à d'excellents diplomates, comme le cardinal Silvio Valenti-Gonzaga, cardinal secrétaire d'État de l'élection du pape jusqu'à sa mort en 1756, Benoît XIV parvient à régler les différends entre le Saint-Siège et certains des principaux souverains européens par des concordats contenant de larges concessions. Par exemple, il passe un concordat avec Charles-Emmanuel III de Savoie le 5 janvier 1741, dans lequel de nouvelles mesures sont établies concernant l'administration des fiefs pontificaux en terre de Savoie,. Le 2 juin de la même année, Benoît XIV et le cardinal Valenti-Gonzaga parviennent également à trouver un accord avec Charles III (roi de Naples) concernant les bénéfices ecclésiastiques du Saint-Siège dans ce royaume, renonçant à une bonne partie des anciens privilèges. D'autres accords similaires sont trouvés avec le royaume de Portugal (1745) et le royaume d'Espagne (1753). Il rétablit les relations diplomatiques avec le Portugal, interrompues sous Benoît XIII en conférant, notamment au roi le titre de« très fidèle » et en lui faisant de larges concessions.
La nouvelle conception moderne du rapport entre le pouvoir laïc et le pouvoir temporel de l'Église, selon laquelle il faut observer les besoins des États d'une manière nouvelle, tente de surmonter les divergences dans un esprit conciliant, pour le bien suprême des âmes. Benoît XIV estime en effet « … vivre à une époque qui exigeait absolument la complaisance envers les princes temporels sur le terrain civil pour obtenir en échange une main libre dans le spirituel, à ne pas confondre ce dernier avec la défense des privilèges du clergé ». C'est donc dans cet esprit qu'il accepte l'indifférence totale avec laquelle la délégation papale est traitée à l'occasion du traité d'Aix-la-Chapelle (1748), qui marque la fin de la guerre de Succession d'Autriche (1740-1748) : lors de ce congrès international, les pouvoirs des fiefs papaux de Parme, Plaisance et Guastalla sont donnés à Philippe de Bourbon sans que le Pape en soit informé. Claudio Rendina envisage même une théorie selon laquelle le pontife entendait abolir progressivement la domination temporelle des papes au nom de la prééminence absolue du caractère spirituel du ministère de Pierre. Les lettres que Benoît XIV écrit au marquis bolonais Paolo Magnani constituent un témoignage précieux de ces premières années de pontificat et de la lecture que le pape donne de la guerre de Sécession et de l’implication de la péninsule comme théâtre de guerre.
Il est très indulgent avec les souverains protestants, dans l'intérêt de leurs sujets catholiques, et conscient des difficultés de l'Église dans un contexte général d'états absolutistes. Dans l'esprit de tolérance qui le distingue, le pape reconnait Frédéric II comme roi de Prusse et non plus comme simple marquis de Brandebourg,. La reconnaissance de ce titre par Benoît XIV, à l'égard d'un souverain protestant, constitue une véritable révolution diplomatique : avec cet acte, non seulement il différencie les questions politiques des questions religieuses, mais il essaie également d'assurer aux catholiques résidents dans ce royaume des droits qui avaient été niés par les papes précédents,. Il réussit ainsi à maintenir l'église catholique en Prusse sous la dépendance de Rome. Un autre signe d'ouverture est manifesté envers les protestants autrichiens : Benoît XIV, en effet, « … permit à l’impératrice Marie-Thérèse de tolérer les protestants dans ses États, tout en lui recommandant d’en rechercher avec une douceur chrétienne la conversion ».
Benoît XIV commet cependant une erreur de jugement, en approuvant l'élection comme empereur du Saint-Empire romain germanique de Charles VII de Bavière, qui a lieu à Francfort-sur-le-Main en février 1742, comme successeur de Charles VI de Habsbourg. Le nouveau pontife ignore en effet l'élection concurrente de François Étienne de Lorraine, époux de Marie-Thérèse d'Autriche, fille de Charles VI. Lorsque Charles VII meurt en janvier 1745 et que Marie-Thérèse, grâce à un accord avec son fils Maximilien III Joseph de Bavière, obtient le titre d'empereur pour son mari en septembre de la même année, la position du Saint-Siège vacille. Bien qu'en août 1746, Benoît XIV envoie aux épouses impériales des alliances bénies pour le baptême du futur Joseph II de Habsbourg-Lorraine, le Saint-Siège ne regagne pas la pleine confiance de Marie-Thérèse. Il perd par conséquent les bénéfices ecclésiastiques de l'Autriche, et subit l'invasion de l'état pontifical par les troupes autrichiennes. C'est également pour cette raison que les négociations papales lors du traité d'Aix-la-Chapelle en 1748 sont un échec, compte tenu de la victoire des Habsbourg sur les Wittelsbach.

##### Réformes économiques et administratives

###### Réorganisation de la Ville et redéfinition des fonctions publiques

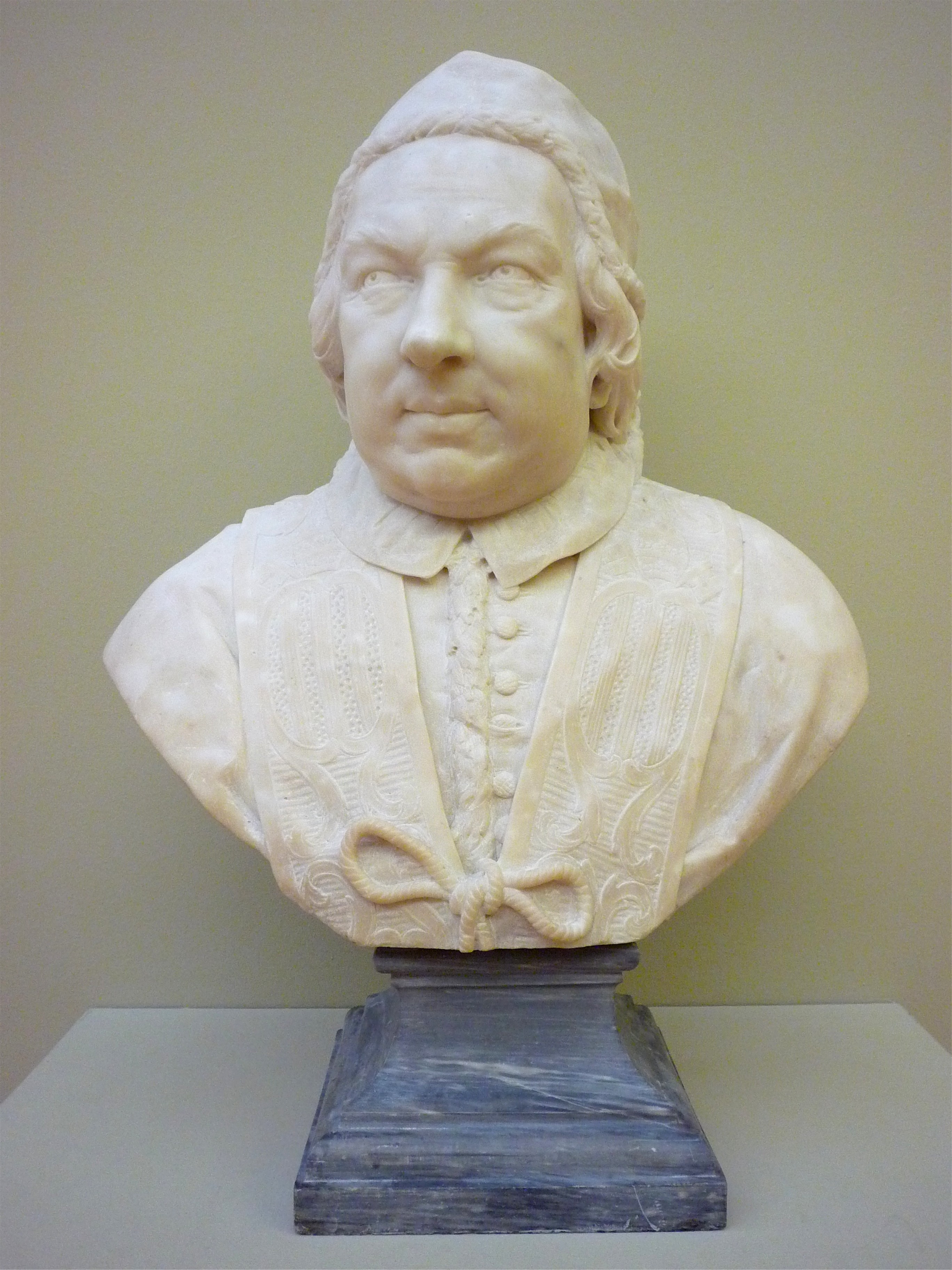
Pietro Bracci, Buste de Benoît XIV, musée de Grenoble.

Dès son accession au trône papal, Benoît XIV se trouve dans une situation économique désastreuse. Il s'efforce donc de réorganiser les finances et de protéger la sécurité publique, en ordonnant la redéfinition des limites des rioni, qui divisent la ville de Rome, et en confiant à l'architecte Giambattista Nolli le soin de dessiner un plan précis de la ville, qui advient en 1748. Cependant, avant cette date, il identifie les rioni avec des plaques spéciales et charge Gregorio Roisecco de rédiger le premier guide touristique de la ville, publié en 1745 en trois volumes intitulés Roma antica e moderna (Rome antique et moderne).
Sur un plan plus strictement administratif, Benoît XIV identifie la mauvaise administration d'une curie cosmopolite et corrompue comme la principale cause de l'effondrement financier de l'État pontifical. Il entend donc favoriser, à travers la nationalisation des fonctions civiles, les familles romaines qui connaissent les problèmes de l'État et qui ont intérêt à en garantir le développement et la bonne administration. C'est pour cette raison, qu'avec la bulle pontificale Urbem Romam promulguée le 4 janvier 1746, il établit un registre de la classe noble romaine, dans lequel figurent 180 familles romaines. Parmi ces familles, 60 chefs de famille sont choisis, les soi-disant « LX Patrizi Coscritti », qui constituent ensemble le patriciat romain, qui dérive en grande partie de la noblesse sénatoriale de l Empire romain.

###### Finances
Dès 1746, Benoît XIV rectifie la politique économique de ses prédécesseurs immédiats, essayant, aidé en cela par son secrétaire particulier Giovan Angelo Braschi (le futur Pie VI), de relancer l'économie de l'État de l'Église, qui se trouve dans une situation difficile.
Au début de son règne, le gouvernement papal est lourdement endetté, à hauteur de 56 000 000 d'écus, et accuse un déficit annuel de plus de 200 000 écus. Benoît XIV améliore les finances des États pontificaux. À sa mort, l'administration est toujours en déficit. Sa principale action en matière économique est la réduction de la taille de l'armée papale, devenue inefficace, même pour maintenir l'ordre à l'intérieur des États pontificaux. Il réduit considérablement la solde des officiers et des soldats. Il institue des économies dans sa propre maison et dans la bureaucratie, insignifiantes compte tenu de la dette et du déficit. En 1741, sur les conseils du cardinal Aldovrandini, il institue un nouvel impôt, un droit sur le papier timbré des documents juridiques, qui ne produit pas les revenus escomptés et est aboli en 1743. Il réduit les taxes sur le bétail importé, le pétrole et la soie grège et impose de nouvelles taxes sur la chaux, le kaolin, le sel, le vin, la paille et le foin. En 1744, il augmente les impôts sur les terres, les loyers des logements, les subventions féodales aux barons et les pensions provenant des prébendes. Le motu proprio Pensando noi continuellement all'convenance du 29 juin 1748 libéralise le commerce dans les États pontificaux, supprimant les douanes intérieures et permettant une baisse des prix des produits artisanaux.
Malgré ces problèmes financiers, la papauté achète deux frégates en Angleterre ; en avril 1745, Benoît XIV baptise personnellement une galère, nommée Benedetta, dont il avait ordonné la construction. Il ordonne également la modernisation du port d'Anzio, dont les travaux sont si coûteux qu'ils doivent être abandonnés en 1752.

###### Réforme de l'administration et de la justice

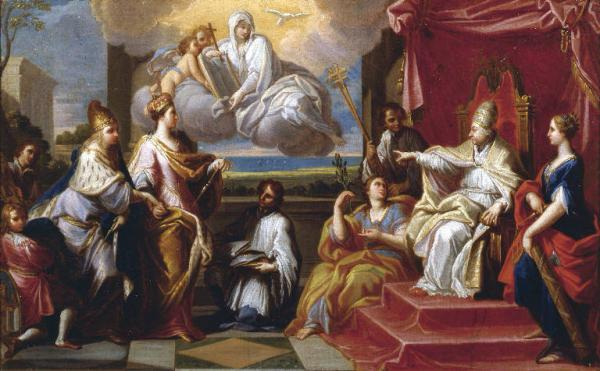
Placido Costanzi, Arbitrage du pape Benoît XIV, huile sur toile, 1751-52, Académie Carrara, Bergame.

Benoît XIV entame également immédiatement un travail de réforme du clergé, en commençant par les dignitaires ecclésiastiques à tous les niveaux, à la cour, à la curie, dans le gouvernement des diocèses et des provinces, en essayant de contrôler et de châtier les ecclésiastiques indignes et incapables, poussés par leur ambition de carrière et de pouvoir. Avec les bulles Quantum ad procurandam (15 février 1742) et Romanae Curiae (21 décembre 1744), il tente d'améliorer l'efficacité de la curie romaine, en essayant de simplifier son système interdicastériel. Son œuvre réformatrice ne porte pas immédiatement ses fruits, mais est fondamentale dans l'amélioration de la qualité du clergé des époques ultérieures. Son activité en faveur du système pénal et judiciaire est également très importante, grâce au motu proprio Dopo aver noi (30 septembre 1747) et à la bulle Rerum humanarum (15 décembre 1747).

###### Protection des pauvres
D'autres dispositions d'ordre économico-administratif concernent la limitation des dépenses en faveur de l'armée et de la cour papale : Benoît XIV veut favoriser les plus nécessiteux en accordant, par exemple, « aux paysans pauvres de glaner dans tous les domaines de l'État de l'Église au mépris des propriétaires qui voulaient l'empêcher, avec une amende de 30 scudi pour les contrevenants à répartir entre les pauvres eux-mêmes ». Gaetano Moroni rappelle que le Pape « a supprimé sept lourdes taxes sur la soie grège, le pétrole, le bétail et d'autres produits », toujours pour soulager la souffrance des classes les moins riches.

##### Domaine ecclésiastique

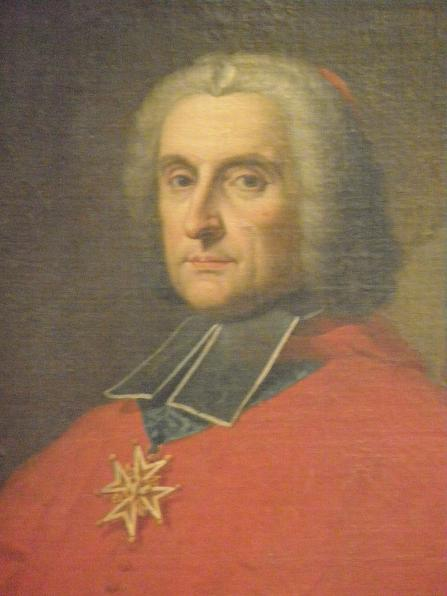
Des Neiges, Pierre-Paul Guérin, cardinal de Tencin, cardinal français cultivé avec lequel Benoît XIV entretenait une correspondance fructueuse, peinture à l'huile, XVIIIe siècle, Trésor de la primatiale Saint-Jean de Lyon.

D'un point de vue strictement religieux, Benoît XIV a un pontificat extrêmement actif, agissant avec ouverture et esprit réformateur. Il réforme la formation des prêtres, le calendrier des saints, réduisant le nombre de fêtes en Italie et dans d'autres pays, et de nombreuses institutions papales. Dans la première phase de celui-ci, il manifeste une volonté de réforme avec différentes mesures théologiques et pastorales, se rapprochant de l'Aufklarung chrétienne (Lumières), exprimée par les positions de Ludovico Antonio Muratori et du cardinal Pierre Guérin de Tencin, avec qui le pontife est en contact épistolaire. Suivant le modèle de Charles Borromée, le pontife appelle les évêques à résider dans leurs diocèses, sans les quitter trop longtemps dans la constitution apostolique Ad universae christianae reipublicae du 3 septembre 1746.

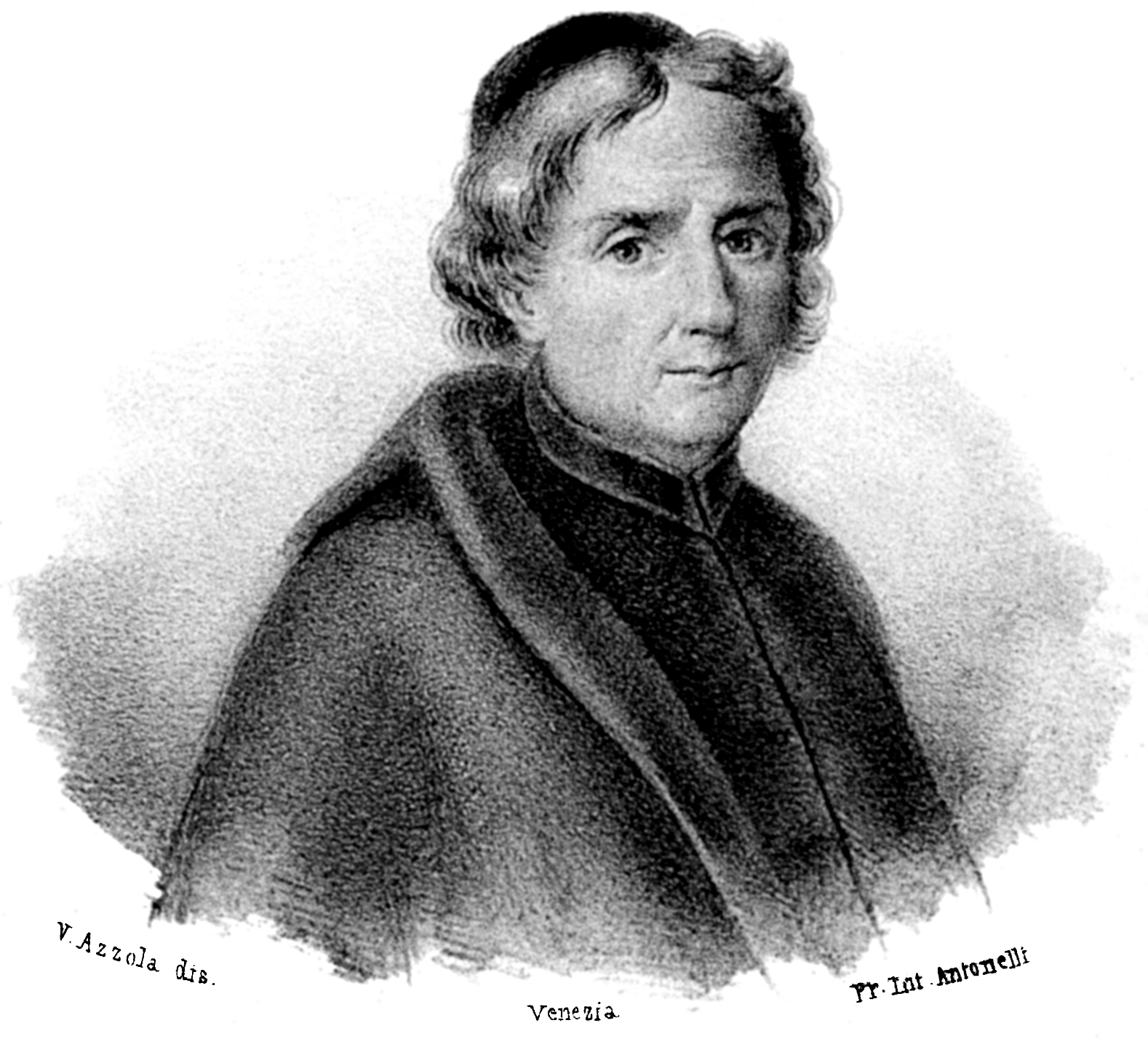
V. Azzola, Ludovico Antonio Muratori, gravure tirée des Annales d'Italie, Vol. 1, édition 1843. Érudit distingué en théologie, histoire et littérature, Muratori est tenu en très haute estime par Benoît XIV, à tel point que le Pape suit certaines de ses indications de nature pastorale et liturgique.

Soucieux de promouvoir une religiosité simple basée sur la pureté du rite, il ordonne en 1740 de ne pas utiliser de trompettes lors de la célébration eucharistique et, en 1746, il demande aux évêques des États pontificaux de toujours placer le crucifix sur les autels et de contrôler la dévotion envers les saints, dans une tentative de régulariser et d'uniformiser la dévotion populaire. Parallèlement, il s'efforce de placer la musique sacrée au centre de la célébration eucharistique, en la débarrassant des abus et en essayant de la ramener à sa pureté originelle, selon les préceptes du concile de Trente, dans une recommandation de l'encyclique Annus Qui Hunc (1749), également publiée à l'occasion du prochain jubilé. Sur la base de ce que Muratori demande, Benoît XIV réduit les jours de précepte dans toute l'Italie en 1742, puis étend ce décret au reste de l'Europe entre 1748 et 1754. Toujours dans cet esprit, le pontife entreprend, dès 1741, de mettre en œuvre une réforme générale du bréviaire, œuvre qu'il ne peut cependant achever faute de collaborateurs pour l'aider.
Le 18 mai 1743, Benoît XIV signe un document adressé aux archevêques et évêques du royaume de Pologne concernant le mariage, communiquant son mécontentement face à la dissolution des mariages chrétiens, certains même de longue date, par les tribunaux ecclésiastiques de Pologne sans juste motif ou en violation du droit canonique. Les problèmes sont nés de ce que l'on nomme les « mariages clandestins », un arrangement secret entre partenaires, généralement dans le but d'épouser une personne de son choix plutôt que de conclure un « mariage arrangé ». Il modifie dans un arrêté, à l'origine destiné à la Belgique et à la Hollande, puis étendu aux autres pays, les normes sur les mariages mixtes entre catholique et protestant, en les exemptant de l'observance des prescriptions du concile de Trente
Il réussit à mettre à exécution la décision d’assouplir l’interdiction de traduire la Bible en italien. Le 13 juin 1757, il modifie la règle précédente, qui remonte à Pie IV, « permettant la lecture des versions vernaculaires approuvées par le Saint-Siège ou publiées sous le contrôle des évêques ». L'abbé Antonio Martini, mettant en œuvre le désir du pontife de traduire la Bible en italien, fait une traduction complète des Saintes Écritures à partir de la Vulgate (1769-1781).
Benoît XIV cherche, dans ce travail de réforme, une forme de dialogue avec l'épiscopat. Il ne peut à lui seul promouvoir ses intentions sans la participation des évêques et du clergé. Ainsi, peu après son accession à la papauté, il favorise la diffusion de lettres pontificales adressées au christianisme catholique, les encycliques dans lesquelles les directives pontificales en matière doctrinale sont exposées. La première des encycliques, Ubi Primum, est adressée aux évêques le 3 décembre 1740, par laquelle il leur demande de respecter les normes disciplinaires du concile de Trente et d'examiner attentivement les candidats au ministère sacerdotal.
Il renouvelle la condamnation de la franc-maçonnerie et condamne de nombreuses œuvres des philosophes des Lumières, dont De l'esprit des lois de Montesquieu.

###### Relations avec les différents courants protestants
La constitution apostolique Pastoralis Romani Pontificis, qui est la révision par Benoît XVI de l'anathème traditionnel de Coena Domini, est promulguée le 30 mars 1741. Dans ce document, Benoît excommunie de nouveau tous les membres des différents courants protestants, y compris les luthériens, les calvinistes, les zwingliens et les huguenots. Il ordonne que les conciles œcuméniques ne soient pas utilisés par les opposants aux décisions papales. La clause 20 excommunie tous ceux qui, directement ou indirectement, prétendent envahir, détruire, occuper et détenir, en totalité ou en partie, des territoires appartenant à l'Église romaine. Cette clause, si elle est appliquée, excommunie les gouvernements d'Espagne, de France et de l'Empire, ainsi que les petits princes qui détiennent sans concession ni investiture papales, un territoire revendiqué par la papauté. Son application au duché de Parme et Plaisance par le pape Clément XIII en 1768 aura des conséquences majeures, notamment le début des expulsions des jésuites des états européens.

###### Question juive
La politique de Benoît XIV à l'égard des Juifs apparaît beaucoup moins tolérante. Déjà harcelé et vilipendé par les nations chrétiennes en général pour la fameuse accusation de déicide, le peuple juif fait l'objet de persécutions particulières dans les États de l'Église. Étant un État théocratique, l'État pontifical est particulièrement sévère envers la communauté juive, et cette situation s'aggrave au cours du XVIIIe siècle, lorsque Clément XII, aidé par le cardinal Vincenzo Petra, publie en 1733 un manuel anti-juif détaillé, imposant également une série de mesures restrictives durant le reste de son pontificat.
Comme évêque, lors de la sévère épidémie de grippe qui dévaste Ancône en 1730, il a rendu un hommage public en 1731 au médecin, et rabbin talmudiste Samson Morpurgo qui, malgré l'interdiction faite aux juifs de soigner les chrétiens, s'était dévoué auprès des malades de toutes confessions et particulièrement les indigents.
Comme pape, Benoît XIV, malgré l'ouverture culturelle et psychologique manifestée à plusieurs reprises, ne s'écarte pas des positions traditionnelles de l'Église catholique, renouvelant le code promu par son prédécesseur en 1746; en 1747, il promulgue la bulle Postremo mense Superioris anni, qui résume et reformule certains aspects de l'enseignement catholique sur le pédobaptisme, notamment qu' il n'est généralement pas licite de baptiser un enfant d'une famille juive sans le consentement de ses parents, sauf s'il est en danger de mort, et qu'une fois qu'un tel baptême a eu lieu (licite ou non), les autorités ecclésiastiques ont le devoir de retirer l'enfant de la garde de ses parents afin de lui fournir avec une éducation chrétienne,.
Au cours de la deuxième phase de son pontificat, il intensifie le problème avec la bulle Beatus Andreas (1755), avec laquelle il prête attention à la question du prétendu meurtre rituel en donnant au clergé des instructions sévères et précises sur la manière de faire face à de telles pratiques, des documents destinés aux Juifs adultes. Le 22 février 1755, il béatifie l'enfant Anderl von Rinn, supposément assassiné par des juifs ; en revanche, en 1758 il innocente les juifs de Yanopol accusés d'un crime rituel, suivant ainsi le rapport que lui a présenté Lorenzo Ganganelli, conseiller du Saint-Office et futur pape Clément XIV.

###### Missions

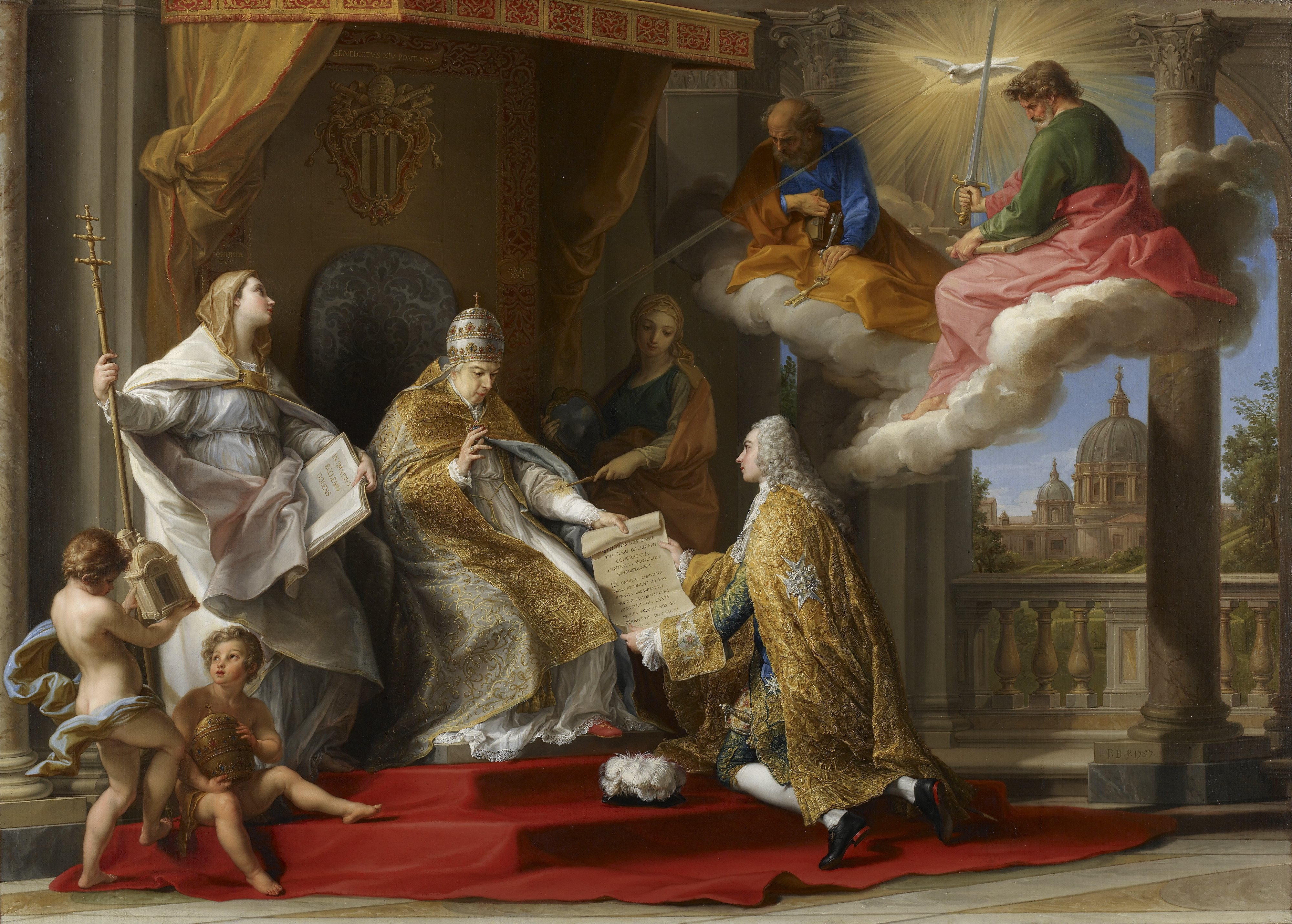
Pompeo Batoni, Benoît XIV présente son encyclique Ex Omnibus au comte de Stainville Étienne François, plus tard duc de Choiseul, vers 1757, Minneapolis Institute of Art.

Le 20 décembre 1741, il publie la lettre apostolique Immensa Pastorum Principis, dans laquelle il déplore les mauvais traitements infligés aux Amérindiens, demandant aux évêques portugais de défendre leurs droits humains et envoie un bref apostolique aux évêques du Brésil et au roi Jean du Portugal, contre l'esclavage des peuples indigènes des Amériques et d'autres pays. Il excommunie toute personne qui, pour quelque motif que ce soit, asservit un Brésilien d'origine. Il n’aborde pas le cas des Africains noirs. La bulle ordonne aux Jésuites de cesser de se livrer au commerce, ce qui est strictement interdit par leurs propres statuts, et de se mêler de la politique. La bulle n'est pas appliquée au Brésil.
Malgré sa position en faveur des populations indigènes, Benoît XIV se montre déterminé à maintenir la pureté rituelle, même dans des contextes non européens. A cet égard, il promulgue les bulles Ex quo singulari (11 juillet 1742) et Omnium solicitudinum (12 septembre 1744), où il dénonce l'adaptation du christianisme aux modèles culturels locaux, largement utilisés par les jésuites dans leurs missions en Chine et en Inde, comme la coutume consistant à accommoder des mots et des usages non chrétiens pour exprimer les idées et les pratiques chrétiennes des cultures autochtones. Par exemple, le statut d’ancêtre (l’honneur accordé aux ancêtres dans la culture chinoise) doit être considéré comme un « culte des ancêtres » ou comme similaire à la vénération catholique des saints. Cette question est particulièrement pressante dans le cas d’un ancêtre dont on sait qu’il n’était pas chrétien. Le choix d’une traduction chinoise du nom de Dieu est également débattu depuis le début du XVIIe siècle. Benoît XIV dénonce ces pratiques dans ces deux bulles. La conséquence est que beaucoup de ces convertis quittent l’Église.
Après avoir condamné cette pratique sectaire avec l' Ex quo singulari en 1742, Benoît XIV promeut avec l' Omnium solicitudinum en 1744 la même ligne intransigeante à l'égard des rites Malabar de l'Inde, mettant fin à la querelle des rites en interdisant définitivement les rites chinois et malabars qu'il juge imprécis. Toujours en Asie, il accepte l'invitation de certains souverains tibétains d'envoyer des frères mineurs capucins dans ce pays pour prêcher l'Évangile.
Les frères mineurs capucins, sous la direction du prêtre italien Joseph Mary Bernini, développent la communauté des chrétiens de Bettiah dans l'Inde coloniale. Joseph Mary Bernini est invité à propager le christianisme catholique par le maharaja Dhurup Singh du Bettiah Raj, nomination qui est bénie par Benoît XIV le 1er mai 1742 dans une lettre personnelle au monarque.

###### Rites orientaux
Dès qu'il est consulteur au Saint-Office (Inquisition), Benoît XIV s'implique dans les questions relatives aux missions, tant celles cherchant à convertir les non-chrétiens que celles cherchant à réconcilier les hérétiques et les schismatiques avec l'Église romaine. L'une de ses préoccupations concerne les chrétiens coptes de Haute-Égypte, où les efforts visant à s'unir avec le patriarche copte n'ont pas abouti. De nombreux prêtres et laïcs coptes se sont entendus avec Rome, mais n'ont pas d'évêque pour répondre à leurs besoins. Dans la bulle Quemadmodum ingenti du 4 août 1741, Benoît XIV confie leurs soins au seul évêque copte en union avec Rome, le patriarche Athanase de Jérusalem, qui reçoit des pouvoirs étendus pour superviser les coptes unis d'Égypte.
Dans son encyclique Allatae Sunt, promulguée le 26 juillet 1755 et envoyée aux missionnaires travaillant sous la direction de la congrégation de propagande fide, il aborde les nombreux problèmes posés par les relations avec le clergé et les laïcs appartenant à divers rites orientaux, en particulier les rites arménien et syriaque. Il rappelle aux missionnaires qu'ils convertissent les peuples du schisme et de l'hérésie.
Benoît XIV, cependant, faisant écho aux paroles du pape Gélase Ier, interdit universellement la pratique des femmes servant le prêtre à l'autel, notant que cette pratique s'était étendue à certains rites orientaux.

#### Jubilé de 1750 et Léonard de Port-Maurice

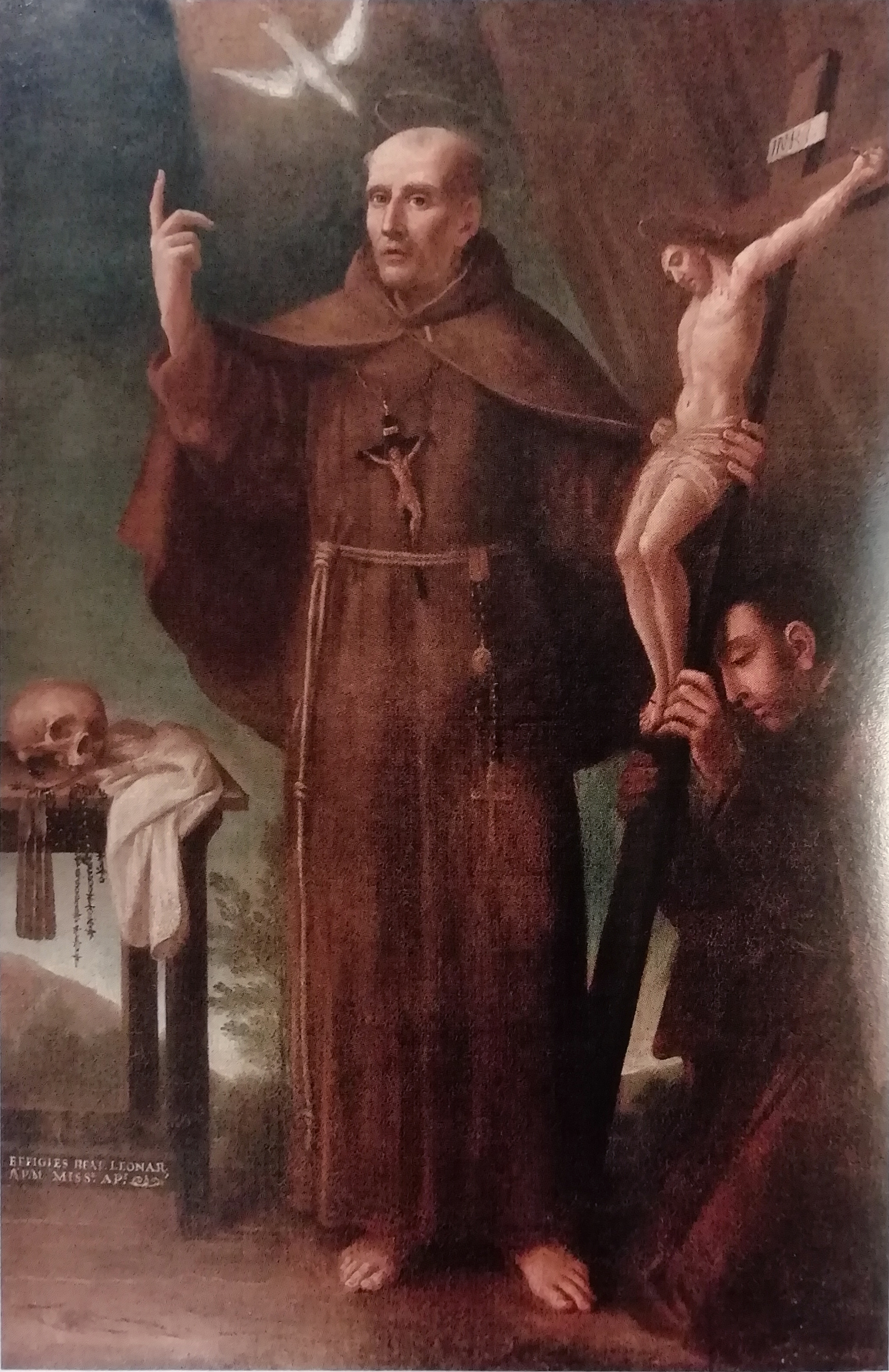
Clarice Vasini, Saint Léonard de Port-Maurice, 1763.

Le 5 mai 1749, Benoît XIV proclame avec la bulle Pérégrinantes, une Année sainte, commençant la veille de Noël 1749 et se prolongeant toute l'année suivante jusqu'à Noël 1750. Ce jubilé se caractérise par un climat spirituel profond ; le pape appelle Léonard de Port-Maurice pour prêcher), sans toutefois cette théâtralité qui donne aux fonctions religieuses une aura de bigoterie basée sur l'esprit de réforme liturgique dont il fait la promotion dans ces années-là. Le pape soigne chaque détail de l'Année sainte, établissant les principales initiatives spirituelles (y compris l'unité des chrétiens), organisant les structures d'hébergement (l'hôpital de la Trinité accueille, à la demande du pape, les pèlerins pauvres pendant trois jours) et lui-même accueillant les pèlerins arrivés dans la ville éternelle. Au cours du mois d'avril 1750, 43 000 repas sont servis aux pauvres de l'hôpital de la Trinité. Plus tard cette année-là, le pape interdit les jeux de cartes.
La relation que Benoît XIV entretient avec Léonard de Port-Maurice est très étroite : déjà présent à Rome en juillet 1749 pour prononcer des sermons sur la pénitence et la conversion du cœur, le prédicateur franciscain se rend chez le pape tous les dimanches. Benoît XIV, dans son style habituel, surprend en participant lui-même aux réunions tenues par le frère. Toujours à la demande de Léonard, il est le premier pontife à établir le Chemin de croix (pratique quotidienne de la vie spirituelle du frère) au Colisée, un monument que le pape veut préserver du démantèlement progressif (il est utilisé comme carrière de marbre) en le consacrant comme lieu de martyre des premiers chrétiens. En signe de cette consécration (le Chemin de croix a lieu le 27 novembre de l'Année Sainte), le pape place dans l'arène une croix avec 14 édicules du Chemin de croix, qui seront retirés en 1874. Seule la croix est restaurée en 1925.

#### Deuxième phase du Pontificat (1750-1758)

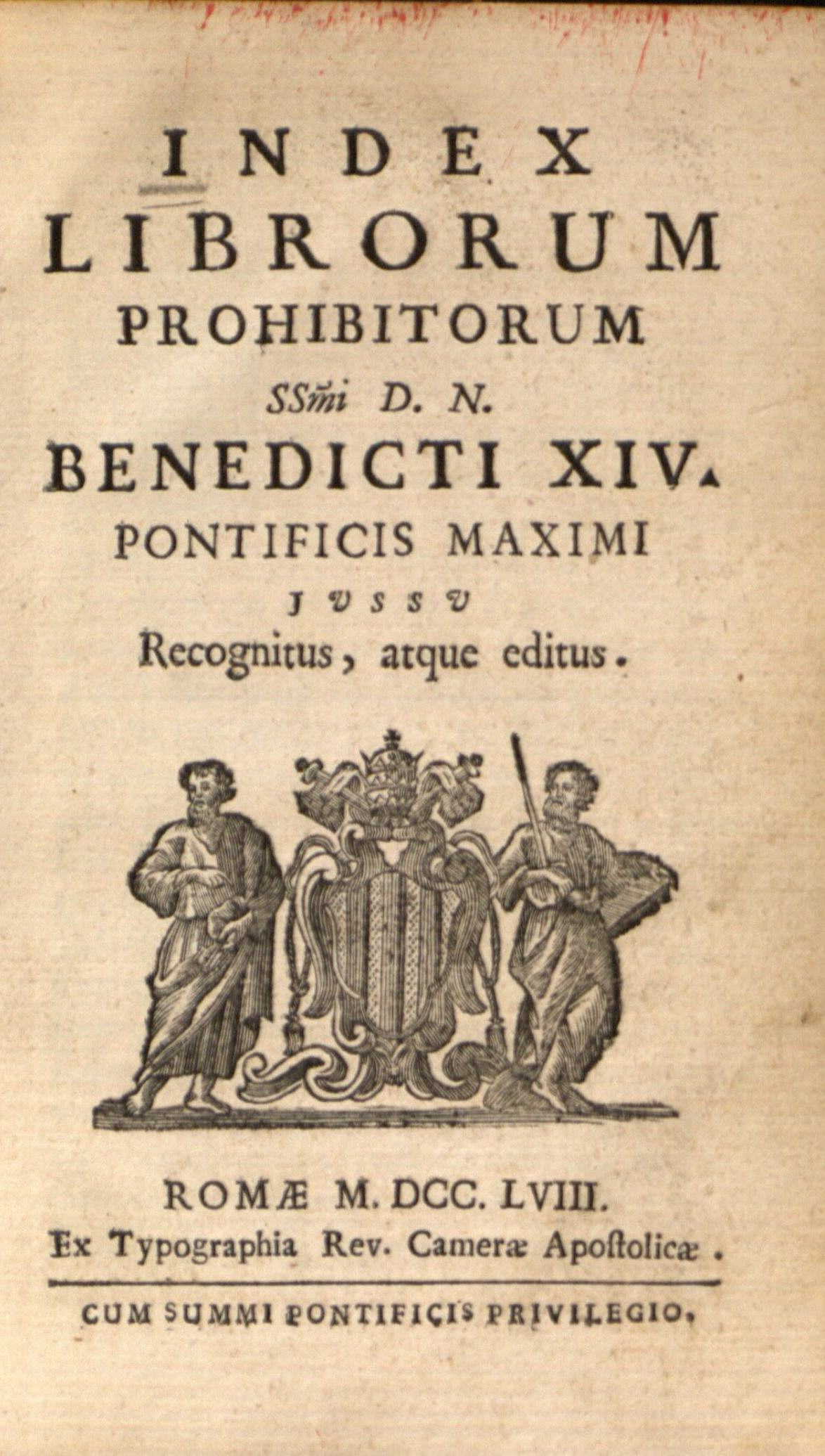
Index des livres interdits de 1757.

Au cours des huit dernières années de son pontificat, Benoît XIV, tout en conservant intactes certaines lignes réformatrices, change de cap à l’égard des Lumières et des associations qui sont étrangères aux lignes programmatiques de l’Église. Ce climat de modération prudente, qui alterne entre concessions à la liberté de pensée et restrictions de celle-ci pour la défense de la foi, marque le début du climat de conservatisme doctrinal qui se manifeste sous les pontificats de Clément XIII et de Pie VI, marquant la fin du climat de réforme entamé par Innocent XI.
Le 18 mai 1751, le pape renouvelle la condamnation de la franc-maçonnerie par la bulle Providas romanorum pontificum, déjà exprimée à l'époque par son prédécesseur Clément XII ; le 13 mars 1752, les œuvres des Lumières sont condamnées et inscrites à l'Index librorum prohibitorum. Ce changement d'orientation est très probablement dû à la crainte qu'éprouve le pape face aux critiques les plus sévères du christianisme et de la structure hiérarchique de l'Église.
En 1751, il se montre favorable au projet d'encyclopédie de Diderot et d'Alembert, mais le 22 mars 1752, il condamne la thèse soutenue à Paris par l'abbé de Prades.
Le discrédit des deux congrégations du Saint-Office et de l'Index, qui s'occupent de la censure préventive et de l'interdiction des livres, incite Benoît XIV à revoir attentivement cette question délicate et à réformer la législation, en réglementant rigoureusement toute la procédure d'examen des œuvres suspectes, afin d'éviter l'arbitraire et les abus, jusqu'à parvenir à une réforme complète de l'Index. La constitution Sollicita ac provida du 9 juillet 1753 est le premier document papal concernant une réforme de l'Index par laquelle le pontife exhorte à un contrôle plus attentif et plus intelligent des œuvres sélectionnées par les censeurs, donnant plus de garanties aux auteurs incriminés, .
Selon Benoît XIV, en effet, le respect respectueux de la loi et de la tradition doit aller de pair avec le respect tout aussi respectueux de tout ce qui constitue encore une recherche en cours au niveau scientifique. Le 23 décembre 1757, il publie enfin la nouvelle édition de l'Index des livres interdits. Contrairement au durcissement manifesté envers le mouvement des Lumières, cette édition « fait sensation » pour sa libéralité envers les thèses de Nicolas Copernic et de Galilée, attitude due aux découvertes du scientifique jésuite Roger Joseph Boscovich.

#### Déclin et mort

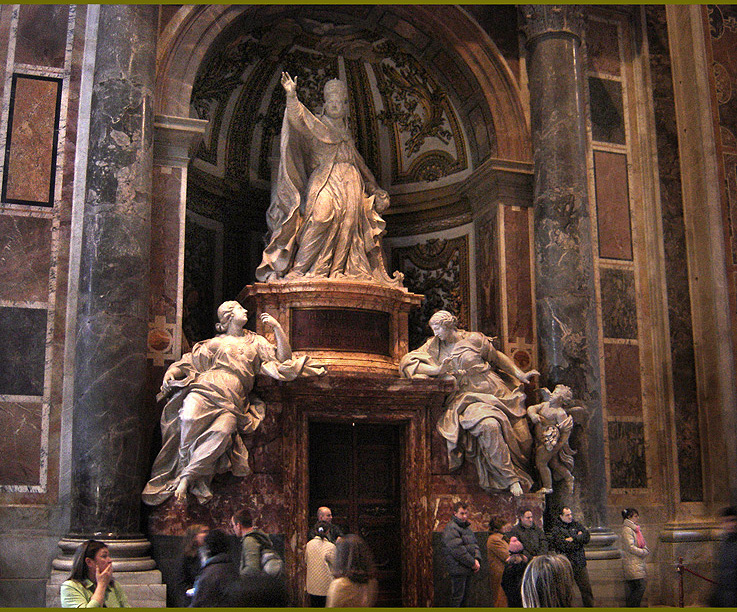
Pietro Bracci, Monument funéraire de Benoît XIV, basilique Saint-Pierre, 1763.

En 1758, le vieux pontife, qui a atteint l'âge remarquable de 83 ans, décline rapidement. Au début de l'année, il est atteint d'une crise de goutte dont il semble se remettre vers février. Il manifeste des symptômes de maladie le 26 avril. Une fièvre contractée aggrave son asthme et il souffre de difficultés à uriner. Son état se détériore rapidement dans les jours qui suivent, sa goutte et sa maladie rénale ayant accru ses souffrances. Malgré cela, son appétit n'a pas diminué, ce qui est interprété comme un signe qu'il pourrait potentiellement se remettre de sa maladie. Au mois de mai, son état s'aggrave considérablement, même s'il reste lucide jusqu'à la fin, avant de mourir le 3 mai,.
Ses derniers mots à ceux qui l'entourent sur son lit de mort sont : « Je vous laisse entre les mains de Dieu. », et aurait prononcé la célèbre phrase latine : « Sic transit gloria mundi » (« Ainsi passe la gloire du monde »), ajoutant : « Io ora cado nel silenzio e nella dimenticanza, l'unico posto che mi spetta. » (« Je tombe maintenant dans le silence et dans l’oubli, la seule place qui me revient. »), étant conscient que son œuvre de réforme ne sera pas comprise par ses successeurs,.
Après ses funérailles, il est inhumé dans la basilique Saint-Pierre où un grand catafalque est érigé en son honneur.

### Consistoires, canonisations et béatifications
Benoît XIV a créé 64 cardinaux répartis en sept consistoires ; parmi les nouveaux cardinaux qu'il élève au cardinalat se trouve Henri Benoît Stuart (1747). Le pape a également réservé un cardinal in pectore et a révélé ce nom plus tard, validant ainsi sa création.
Le pape a canonisé sept saints au cours de son pontificat, dont Camille de Lellis et Fidèle de Sigmaringen. Il a également béatifié plusieurs personnalités telles que Charlemagne et Niccolò Albergati.

## Personnalité
Benoît XIV est considéré comme l'un des meilleurs érudits à avoir siégé sur le trône papal, remarquable pour son intellect vif et sa morale cohérente. Il est connu pour sa modestie ; Horace Walpole offre au pape une statue de lui accompagnée d'une plaque. Lorsque la copie de l'inscription est envoyée à Rome pour approbation, Benoît XIV sourit en la lisant et, secouant la tête, s'écrie : « Hélas ! Je suis comme les statues de la place Saint-Pierre – admirables de loin mais monstrueuses vues de près ! ».
Benoît XIV a aussi ses défauts. Incapable de résister aux jeux de cartes, il est connu pour son usage d'un langage grossier, qu'un de ses premiers biographes qualifie de « phraséologie malheureuse ». Malgré tous ses efforts, le pontife n’a pas réussi à éliminer complètement les gros mots. Homme profondément pieux, Benoît XIV fait placer un crucifix dans chaque pièce, la vue d'un crucifix l'aidant le plus souvent à retenir son langage blasphématoire.
Malgré ses défauts, Benoît XIV se montre jovial et lucide jusqu'au bout. Pour ceux qui l’ont connu, ses yeux bleus semblent pétiller d’humour et de cordialité.

## Héritage

### Religion et théologie

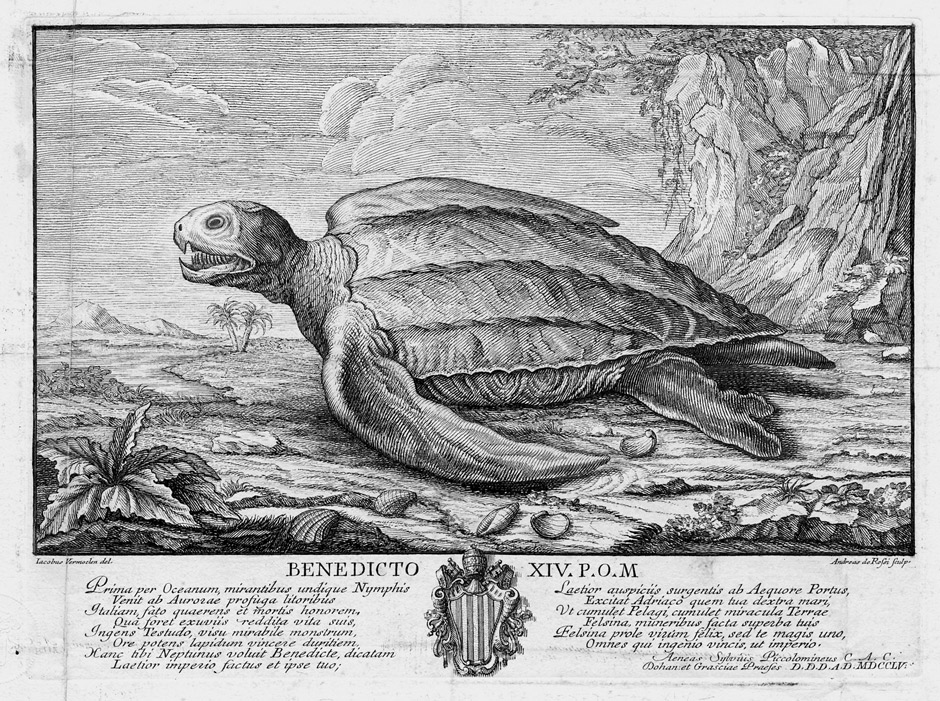
Jacob Xaver Vermoelen, Caricature de Benoît XIV en tortue, eau-forte sur papier, vers 1755, Galerie Bassenge.

Législateur de l'Église moderne, il marque le XVIIIe siècle par son long pontificat de dix-huit ans et par son ouverture d'esprit au siècle des Lumières. C'est un pape moderne qui tente de calmer les querelles religieuses, de ramener l'Église grecque et l'Église apostolique arménienne dans le giron de Rome, et, tout en confirmant la bulle Unigenitus, il adoucit les rigueurs que l'on exerçait sur les jansénistes. Il définit les conditions de l'incorruptibilité des corps.
D'esprit ouvert, il témoigne un intérêt pour les relations interreligieuses en adressant une lettre au septième dalaï-lama, Kelzang Gyatso, qu'il remet au père capucin italien Francesco della Penna.
Pontife, il écrit de nombreux ouvrages de droit canonique, introduisant plusieurs réformes liturgiques, notamment dans les sacrements de pénitence et de mariage. Il admet notamment la validité du mariage entre catholiques et protestants.
L’encyclique Vix pervenit, à l'adresse des évêques d’Italie, est la dernière prise de position doctrinale du magistère de l'Église catholique au sujet du prêt à intérêt, une condamnation sans appel, qui n'a jamais été révoquée, même si, en 1830, le pape Pie VIII en assouplira la discipline, permettant aux confesseurs d'absoudre les usuriers prêtant de l'argent avec intérêt. Ces mesures, bien que réaffirmées en 1917 par le pape Benoît XV, ne seront pas reprises dans le nouveau code de droit canonique, en vigueur depuis 1983. L'interdiction du prêt à usure comme mesure juridique, ainsi que la condamnation de pratiques usuraires ont été reprises dans le nouveau catéchisme de l'Église catholique promulgué en 1992 par Jean-Paul II.
Il béatifie Benoît le Maure en 1743 et proclame en 1754 son lointain prédécesseur Léon Ier « Docteur de l'Église ». À partir de 1746, année où il canonise Camille de Lellis, Benoît XIV poursuit la réforme des comptes pontificaux lancée par son prédécesseur. Il codifie les modalités de la canonisation équipollente.
Il charge en vain Jean-François Boyer, évêque de Mirepoix, de faire cesser l'adultère du roi Louis XV.
Il tient en très haute estime le jésuite Francisco Suarez qui prône le retour à la pensée théologique de saint Thomas d'Aquin.

### Contacts épistolaires avec croyants et non-croyants

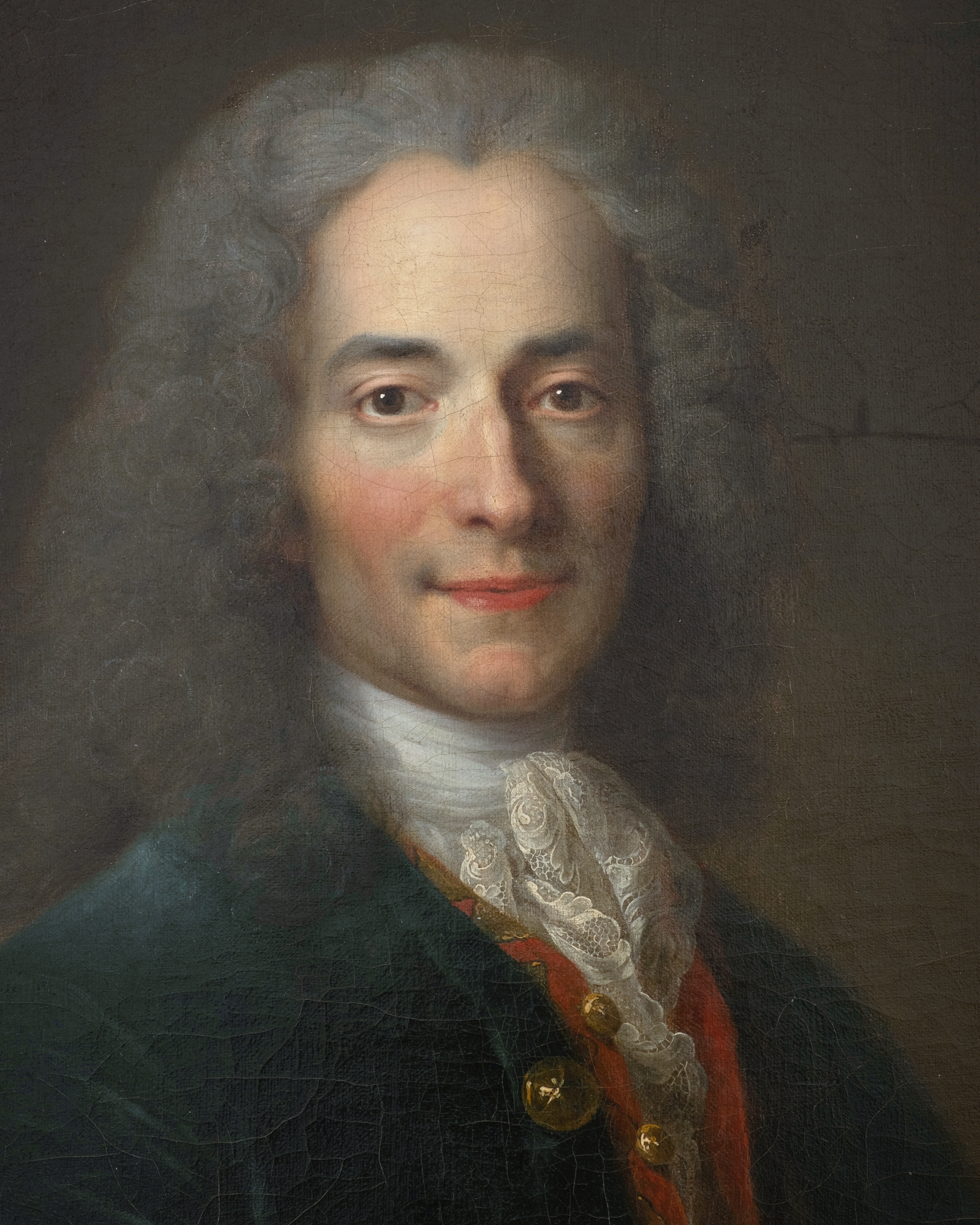
Atelier de Nicolas de Largillière, Portrait de Voltaire, détail, v. 1718-1724, musée Carnavalet.

Benoît XIV, homme de grande culture qui il aime discuter d'art et de poésie, entretient des contacts épistolaires non seulement avec les catholiques les plus « éclairés » de son temps, avec des souverains tels que François Ier (empereur du Saint-Empire), Marie-Thérèse d'Autriche (1717-1780), Louis XV, Jean V (roi de Portugal) aux intellectuels de la trempe de Scipione Maffei, Antonio Genovesi, Girolamo Baruffaldi, Ludovico Antonio Muratori, Pierre Louis Moreau de Maupertuis,, mais aussi aux souverains protestants comme Frédéric II (roi de Prusse) par l'intermédiaire du savant Maupertuis, et avec des hommes ouvertement anticléricaux, comme Voltaire, avec qui il entretient une relation singulière. Le philosophe français est en effet allé jusqu'à dédier Le Fanatisme ou Mahomet le Prophète au pape, l'exaltant avec le couplet suivant : « Lambertinus hic est Romae decus et pater orbis, / qui mundum scriptis docuit, virtutibus ornat », provoquant un embarras considérable parmi les cercles les plus conservateurs du catholicisme. La lettre de remerciement du pape au philosophe témoigne l'excellence de leurs rapports. Voltaire admire sincèrement ce pontife cultivé et ouvert aux idées de son temps. Les œuvres de Voltaire sont toutefois inscrites à l'Index des livres interdits en 1751.

### Réaménagement des édifices sacrés romains les plus importants

#### Édifices religieux
Durant son pontificat, les restaurations de plusieurs églises et basiliques sont réalisées.
En 1742, Benoît XIV demande à l'architecte Giovanni Poleni de restaurer le dôme de Saint-Pierre de Rome, dont la stabilité est précaire. Poleni, renforce sa structure avec six rebords en fer, opération qui nécessite cinq années de travail, de 1743 à 1748.

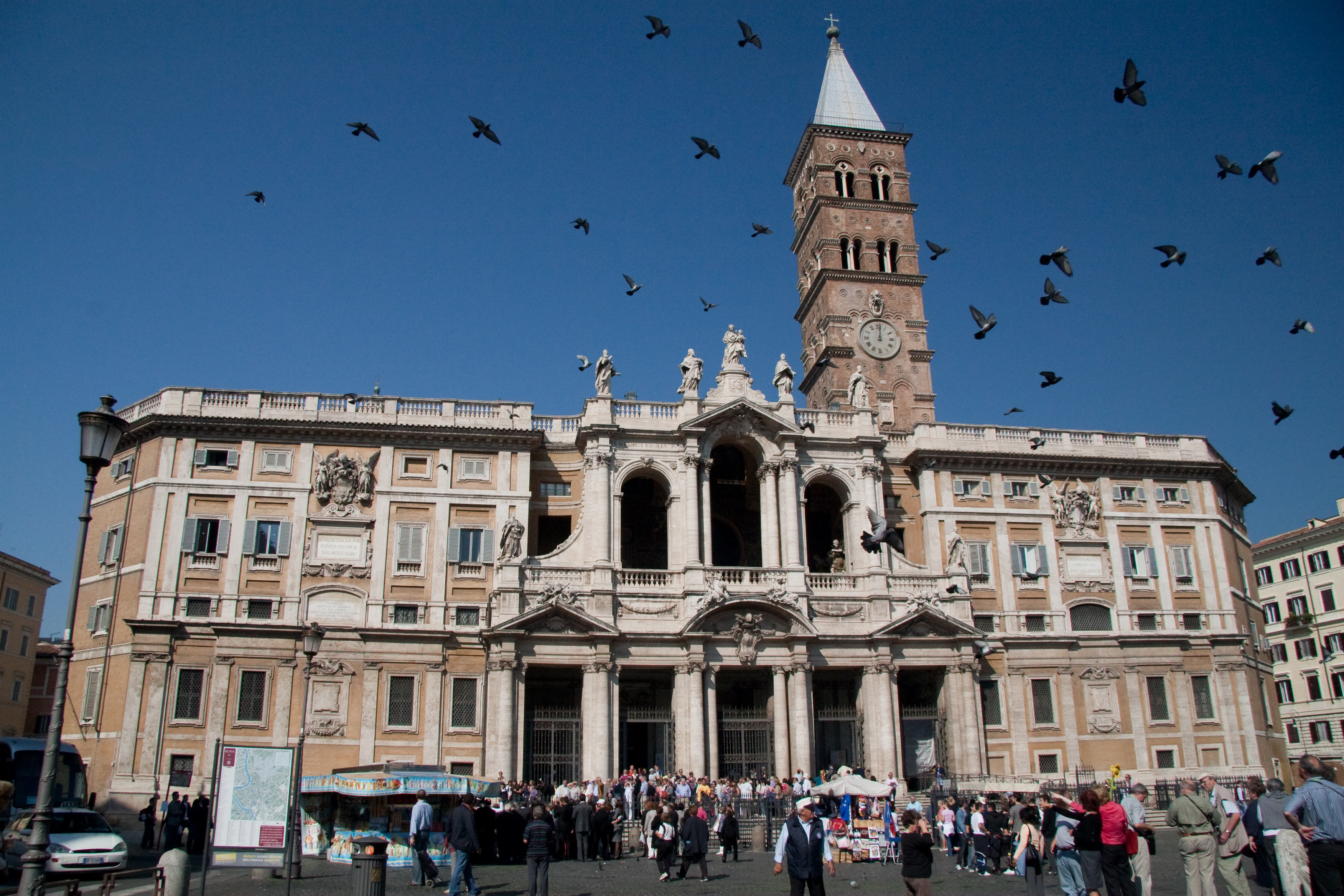
Basilique Sainte-Marie-Majeure, façade.

La basilique Sainte-Marie-Majeure était déjà en très mauvais état déjà sous le pontificat de Clément XII ; le porche existant menaçait de s'effondrer. Les finances pontificales déjà épuisées ne permettent cependant pas à l’architecte Ferdinando Fuga de procéder efficacement. Malgré cela, Benoît XIV ne se détourne pas du bâtiment et accède aux demandes des chanoines de Sainte-Marie-Majeure, donnant à Fuga l’argent nécessaire pour procéder à la restauration de la façade en 1743. Les travaux concernant les nefs se poursuivent jusqu’en 1750.
Il confie aux architectes Pietro Passalacqua et Domenico Gregorini le soin de restaurer la façade de la basilique Sainte-Croix-de-Jérusalem, qu'il possédait lorsqu'il était cardinal, lui donnant son aspect actuel.
Il chargea Giacomo Recalcati de la reconstruction de l'église Sant'Agata in Trastevere, construite sous le pontificat de Clément XI. L'église Santi Marcellino e Pietro al Laterano est entièrement reconstruite à l'occasion du jubilé.

#### Autres monuments romains

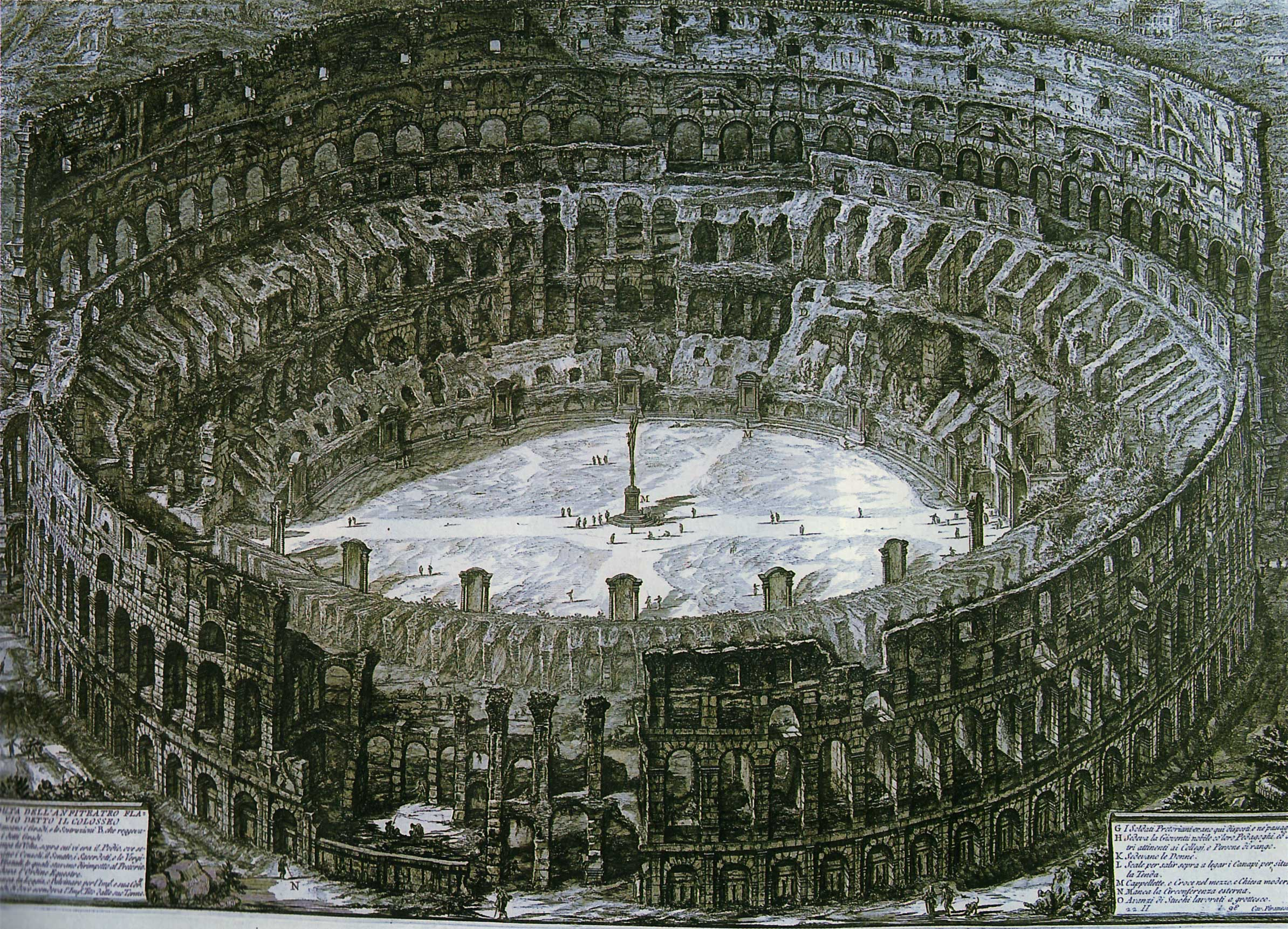
Giovanni Battista Piranesi, Intérieur du Colisée avec les édicules du Chemin de croix, vers 1750.

En 1746, après un concours public, il confie au sculpteur flamand Peter Anton von Verschaffelt la création d'une nouvelle statue pour le château Saint-Ange, représentant l'ange dont l'ancien mausolée d'Hadrien reçut l'éponyme. L'œuvre est créée en prévision du jubilé de 1750.
Benoît XIV suspend dans un premier temps les travaux de la fontaine de Trevi commencée sous Clément XII, en raison du coût énorme qu'ils impliquent. Ils reprennent après le remaniement de la fontaine en 1742, puis son inauguration en présence du pontife en 1744. La fontaine est finalement achevée en 1762, sous Clément XIII.
En 1744, Benoît XIV ordonne la fin des spoliations du Colisée par un édit et y fait construire les quatorze édicules du Chemin de croix. En 1749, il déclare le Colisée, église consacrée au Christ et aux martyrs chrétiens. Jusqu’alors, le Colisée servait de carrière de matériaux de construction pour les palais romains ; grâce à l'intervention de Benoît XIV, il a pu subsister jusqu'à nos jours.
Durant son pontificat, Benoît XIV charge une équipe d'architectes, dirigée par Nicola Salvi et Luigi Vanvitelli, de concevoir un grand palais qui doit être « plus complexe et avec un plus grand style baroque que le [...] palais conçu par Vanvitelli à Caserte ». Le palais devait être édifié au sud de la basilique Saint-Pierre, mais ne fut jamais construit, car les plans furent discrètement ignorés par son successeur, Clément XIII. Ils sont repris par Pie VI à la fin de sa papauté, mais les travaux doivent s'arrêter en raison de la possibilité d'une invasion. Le 15 décembre 1744, Benoît XIV bénit la chapelle baroque Saint-Jean-Baptiste de l'église Sant'Antonio in Campo Marzio, qui présente des mosaïques sur les côtés, le sol et le mur derrière l'autel en pierres semi-précieuses. La chapelle, commandée par Jean V (roi de Portugal) en 1740, a été conçue par Nicola Salvi et Luigi Vanvitelli. Une fois terminée, elle a ensuite été expédiée au Portugal pour être installée dans l'église Saint-Roch de Lisbonne, l'église jésuite de la ville.

### Bibliophilie, académies et développement culturel
Benoît XIV encourage la promotion de la culture à travers la création de nouvelles bibliothèques et l'enrichissement de celles existantes.
Il fonde, dès 1740, l'Académie des Antiquités romaines (qui devient l'Académie romaine d'archéologie en 1810, aujourd'hui connue sous le nom d' Académie pontificale romaine d'archéologie), avec l'aide de l'archéologue Johann Joachim Winckelmann,. Il crée également le musée des Antiquités chrétiennes avec la bulle Ad optimarum artium le 30 septembre 1757, et enrichit les collections des musées du Capitole, grâce à la fondation de la pinacothèque en 1748.
Benoît XIV est également responsable, avec le cardinal Passionei, du début du catalogue des manuscrits orientaux de la Bibliothèque apostolique vaticane. Il ajoute quelque 3 300 de ses propres livres à la collection. En 1741, la collection de manuscrits relatifs à la religion et à l'histoire chinoises est laissée à la bibliothèque du Vatican par legs de Fouchet, un ancien missionnaire. Sous son règne, la bibliothèque du marquis Alessandro Capponi est acquise par legs et il achète le fonds ottobonien. La collection de l'antiquaire Philipp von Stosch de Florence arrive également à la Bibliothèque du Vatican après sa mort, comprenant une importante collection de manuscrits remontant jusqu'au XIIe siècle. Il rend accessible la bibliothèque Corsiniana et donne une impulsion à de nombreuses bibliothèques d'ordres religieux ou conventuels.
L'université de Rome « La Sapienza » est réorganisée sur la base de deux bulles, Inter conspicuos ordinis de septembre 1744 et Quanta Reipublicae obveniat du 14 octobre 1748. Par le premier acte, le pontife remplace l'étude de la philosophie ordinaire par un enseignement de « physique expérimentale » ; en pratique, le cours de physique est divisé en deux cours : l'un théorique, l'autre basé sur la pratique de l'observation et de l'expérimentation des phénomènes, qui intègre l'enseignement ex cathedra. La deuxième disposition institue une chaire de chimie pour la classe de médecine et une chaire de mathématiques supérieures (matematica sublime), pour accompagner l'enseignement de la géométrie.
Convaincu que «...le meilleur service qui pouvait être rendu au Saint-Siège était d'amener à Rome des hommes savants et honnêtes », Benoît XVI protège l'académie des Lyncéens renaissante grâce à l'aide de Giovanni Paolo Simon Bianchi (latinisé Janus Plancus), médecin et scientifique de Rimini qui, en 1745, refonde l'ancienne académie voulue par Federico Cesi en 1603. Sous le patronage de Benoît XIV, les Lyncéens s'occupent principalement d'anatomie, d'histoire naturelle et de physique.
Bien qu'il soit devenu pape, il entretient un lien fort avec sa ville natale, s'intéressant à l'université de Bologne, à laquelle il fait don de sa bibliothèque privée.

### Impulsion scientifique

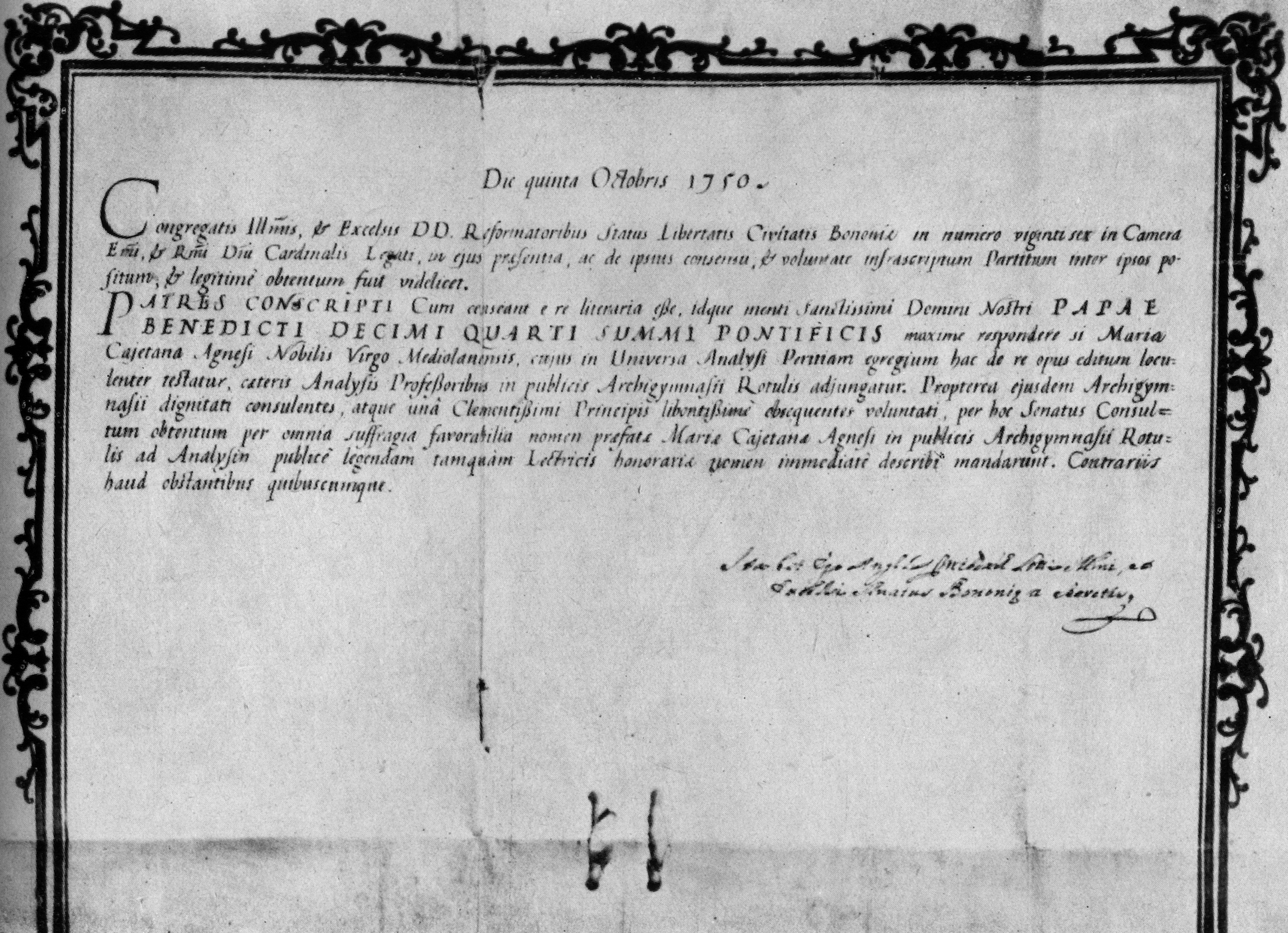
Certificat de nomination de Maria Gaetana Agnesi à l'université de Bologne.

L'activité culturelle intense de Benoît XIV ne se limite pas au seul domaine artistique et/ou humaniste, comme le faisaient ses prédécesseurs. Il a compris l'importance du développement de la science comme instrument pour l'amélioration matérielle de l'humanité. Il poursuit son patronage des sciences médicales, physiques et astronomiques déjà pratiquées pendant la période où il était archevêque de Bologne. En 1748, outre Laura Bassi, il invite également la mathématicienne milanaise Maria Gaetana Agnesi à enseigner à Bologne, et en 1757, il ouvre dans sa ville natale la première chaire d'obstétrique d'Italie, appelant Giovanni Antonio Galli comme professeur.
Féru de sciences — en particulier de physique, de chimie, de mathématiques, il autorise les œuvres sur les nouvelles représentations du monde (héliocentrisme à cette époque), et cela en deux temps, :
- en 1741, devant la preuve optique de la trajectoire orbitale de la Terre apportée par James Bradley, il fait accorder par le Saint-Office l'imprimatur à la première édition des œuvres complètes de Galilée. Ce geste constitue une révision implicite des sentences de 1616 et 1633 ;
- en 1757, les ouvrages favorables à l'héliocentrisme sont autorisés, par un décret de la Congrégation de l'Index, qui retire ces ouvrages de l'Index librorum prohibitorum.

#### Médecine
Il crée à Rome une faculté de chirurgie et un musée d'anatomie, encourageant la dissection des corps.
Il étudie les cas d'hystérie et d'épilepsie, ce qui lui sert à rédiger un ouvrage sur les canonisations, le De beatificatione et canonisatione servorum Dei, publié à Bologne de 1734 à 1738.

### Contre la croyance aux vampires
L'archevêque de Léopol ayant écrit sérieusement au pape sur l'existence des vampires reçoit de lui cette réponse :

« C'est sans doute la grande liberté de la Pologne qui vous donne le droit de vous promener après votre trépas. Ici, je vous l'avoue, nos morts sont aussi tranquilles que silencieux et nous n'aurions besoin ni de sbires, ni de barrigel, si nous n'avions qu'eux à craindre. L'Impératrice Reine de Hongrie, a dû vous détromper sur l'article des Vampires, que vous nommez communément Eupires. M. Vanswieten, son médecin, d'autant plus croyable qu'il est très instruit, nous apprend que la rougeur de certains cadavres, n'a d'autre cause qu'une espèce de terre qui les gonfle et qui les colore.
Vous avez à Kiovie même, une multitude de corps parfaitement conservés et qui joignent à la souplesse des membres des visages enluminés. J'ai dit à ce sujet, dans mon ouvrage sur la canonisation des Saints, que la conservation des corps n'est point un prodige. C'est à vous, comme étant archevêque, qu'il appartient surtout de déraciner ces superstitions. Vous découvrirez, en allant à la source, qu'il peut y avoir des prêtres qui les accréditent, afin d'engager le peuple, naturellement crédule, à leur payer des exorcismes et des messes. Je vous recommande expressément d'interdire, sans différer, ceux qui seraient coupables d'une telle prévarication; et je vous prie de bien vous convaincre qu'il n'y a que les vivants qui ont tort dans cette affaire. »

## Œuvre

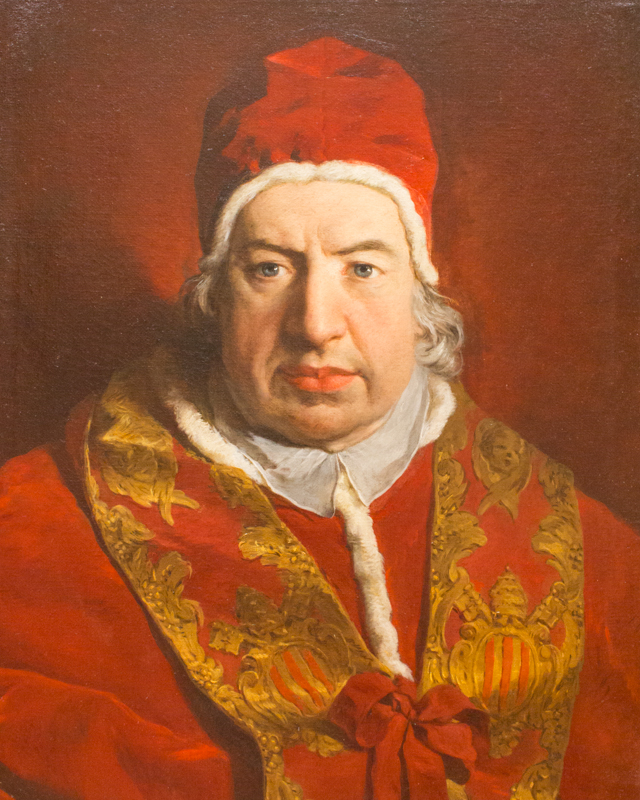
Le Pape Benoît XIV, par Pierre Subleyras.

Benoît XIV laisse un grand nombre d'ouvrages, publiés à Bassano en 1788, quinze volumes in-folio. Les principaux sont les traités de la Béatification, du Sacrifice de la Messe, des Synodes, ainsi que Sollicitudini nostrae (1745), Lettre rappelant la doctrine de l'Église catholique sur les représentations de Dieu dans l'art.
Cette liste suivante des œuvres de Lambertini a été prise de : Tarcisio Bertone, Il governo della Chiesa nel pensiero di Benedetto XIV, éd. L.A.S., Rome, 1978, et de Lazzaro Maria De Bernardis, Le opere giuridiche di Prospero Lambertini, dans Benedetto XIV (Prospero Lambertini): Convegno internazionale di studi storici, Cento, 6-9 dicembre 1979, organisé par Marco Cecchelli :
- Raccolta di alcune notificazioni, editti e istruzioni, pubblicate per il buon governo della sua Diocesi dall’Em.mo e Rev.mo Sig. Cardinal Prospero Lambertini …, Bologne, 1733, 1735, 1740 ; Rome, 1742 ; Venise, 1749, 1760, 1762, 1771, 1790 ; Turin, 1852 ; traduction en latin sous le titre Institutiones ecclesiasticae, Rome, 1747 ; Ingolstadt, 1751 ; Bassano, 1760 ; Lovanio, 1762.
- De servorum Dei beatificatione et de beatorum canonizatione, 1734-1738.
- Thesaurus resolutionum S. Congregationis Concilii, 1740 (en seraient dérivées les Quaestiones canonicae et morales, 1767).
- Annotazioni sopra le feste di Nostro Signore e della Beatissima Vergine secondo l'ordine del calendario romano, 1740-1749 (à partir desquelles émergerait comme travail séparé le De sacrosancto Missae Sacrificio, 1745, également publié séparément dans la version originale italienne en 1772).
- Bullarium Benedicti XIV, 1746-1754.
- Opuscula miscellanea nunc primum edita atque in unum corpus collecta, Bassano, 1767.
- Casus conscientiae, 1747.
- De synodo dioecesana, Rome, 1748, complété et enrichi dans l'édition de 1755 ; 1767 ; Ferrare, 1753, 1756, 1760 ; Padoue, 1756 ; Parme, 1764 ; Venise, 1765, 1775, 1792 ; Rome, 1806 ; Magonza, 1842. On le trouve dans toutes les éditions des Opera omnia.
- Opera omnia, en trois éditions :
  - S.S.D.N. Benedicti XIV opera in duodecim tomos distribuita, Rome, 1747-1751 ;
  - Benedicti XIV Papae olim Prosperi Card. De Lambertinis opera omnia in quindecim tomos distribuita, Venise, 1767, 1788, 1892 ;
  - Benedicti XIV Pont. Max opera omnia in tomos XVII distribuita, Prati, 1830-1946.
- Dans ces collections, il faut ajouter les volumes suivants :
  - S.S.D.N. Benedicti Papae XIV … opera omnia in synopsim redacta, Rome, 1766 ;
  - Benedicti XIV acta sive mondum pubblicata sive sparsim edita, nunc primum collecta cura Rafaelis de Martinis, 2 vol., Naples, 1894 ;
  - Benedicti XIV Papae opera omnia inedita, quae primum publicavit Fr. Heiner, Fribourg, 1904 ;
  - Caeremoniale Episcoporum Santissimi D.N. Benedicti Papae XIV iussu editum et auctum, Rome, 1752.

Signalons l'édition en 1783, à Paris, de l'ouvrage La Vie du pape Benoît XIV Prosper Lambertini, avec des notes instructives, paru anonymement, mais rédigé par Louis Antoine Caraccioli.

## Postérité

### Entre leXVIIIeet leXIXesiècle
Beboît XIV est vu par l'historiographie catholique-libérale et par l'historiographie libérale (comme Jean de Sismondi) comme l'exemple brillant d'une Église qui entend se renouveler en profondeur. Benoît XIV n’est pas seulement apprécié du monde catholique, il est aussi très apprécié des athées et des protestants pour son attitude conciliante et éclairée. Au lendemain de sa mort, l'écrivain Horace Walpole, fils du Premier ministre britannique Robert Walpole, fait ériger un monument dont l'épigraphe contient la dédicace des anglicans « au meilleur des pontifes ». Il est très significatif que dans un pays comme le Royaume-Uni, avec une très forte tradition antipapiste, de tels éloges soient faits. Outre les manifestations de sympathie manifestées par les élites anglicanes et protestantes plus généralement, la papauté lambertienne est également jugée positivement par les historiens de cette confession religieuse, comme l'Anglais Thomas Babington Macaulay.

### Hiérarchie ecclésiastique

#### Successeurs immédiats

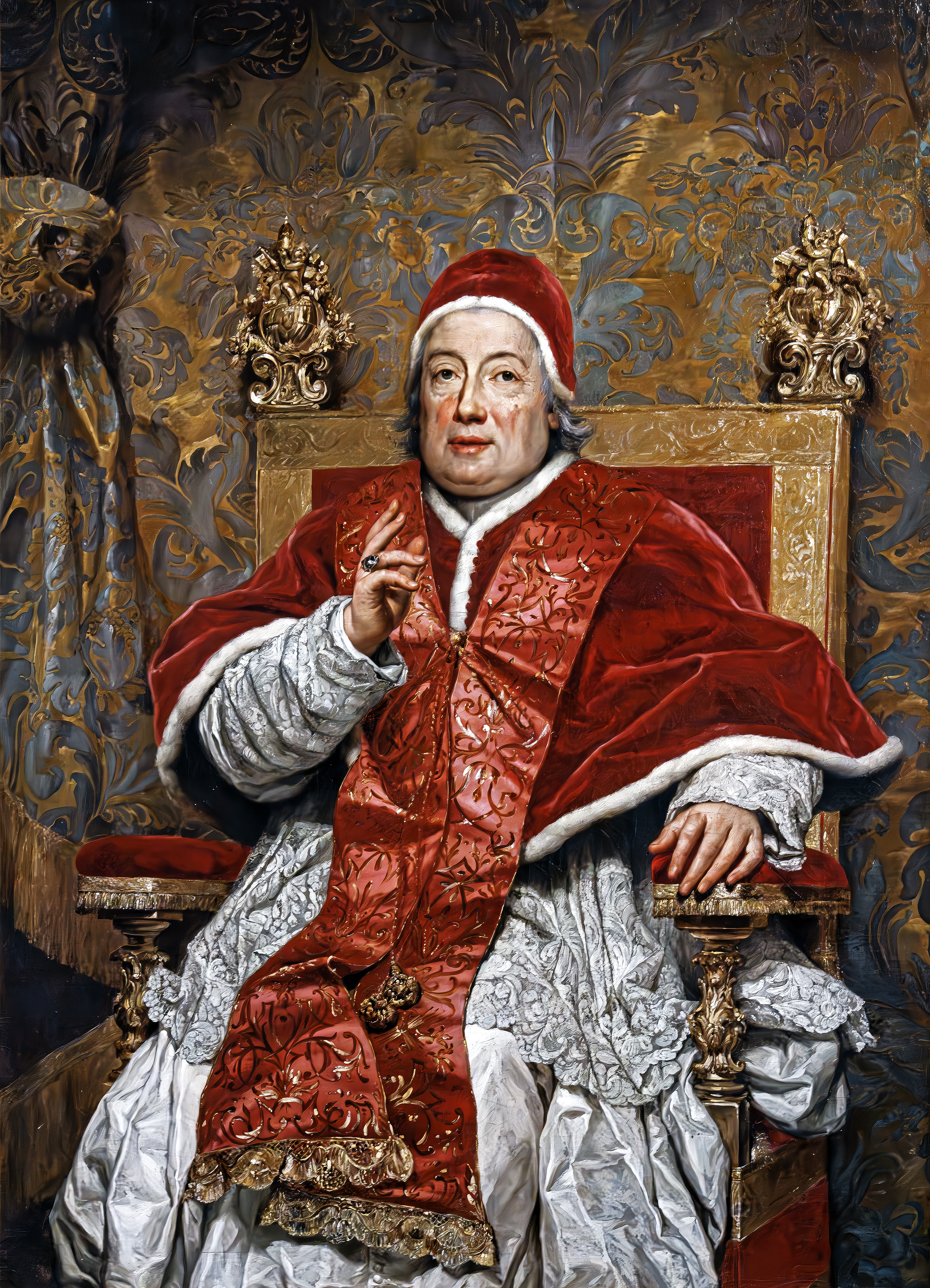
Anton Raphael Mengs, Portrait de Clément XIII, 1758, Museo del Settecento Veneziano.

Du côté de la hiérarchie ecclésiastique, le travail de Benoît XIV n'est pas accueilli favorablement par la majorité du clergé, à tel point que son successeur immédiat, Clément XIII, efface une grande partie de l'esprit réformateur de Lambertini. Cela n'est pas seulement dû à la différence de caractère entre les deux hommes, mais aussi à des raisons précises de gouvernance ecclésiastique. Dans les dernières années du pontificat de Benoît XIV, l'élan novateur prôné dans les années 1740 s'est affaibli face à l'agressivité et à l'anticléricalisme de plus en plus flagrant de certaines branches radicales des Lumières incarnées par différents premiers ministres des cours européennes, dont Sebastião José de Carvalho e Melo se démarque au royaume du Portugal. Les successeurs de Benoît XIV, à savoir Clément XIII et Clément XIV, sont certainement dotés d’une vision ecclésiale moins ouverte que celui-ci, trouvant donc naturel de consolider le durcissement politique de la papauté.

#### Papes duXXesiècle
Sa figure est revalorisée au cours du XXe siècle, lorsque Giacomo Della Chiesa prend le nom de Benoît XV en 1914, en l'honneur de Lambertini qui fut, comme lui, archevêque de Bologne avant de monter sur le trône papal. En 1958, le pape Pie XII, à l'occasion du bicentenaire de sa mort, fait son éloge funèbre, reconnaissant ses qualités humaines et son action pastorale.

### Historiographie desXIXeetXXesiècles

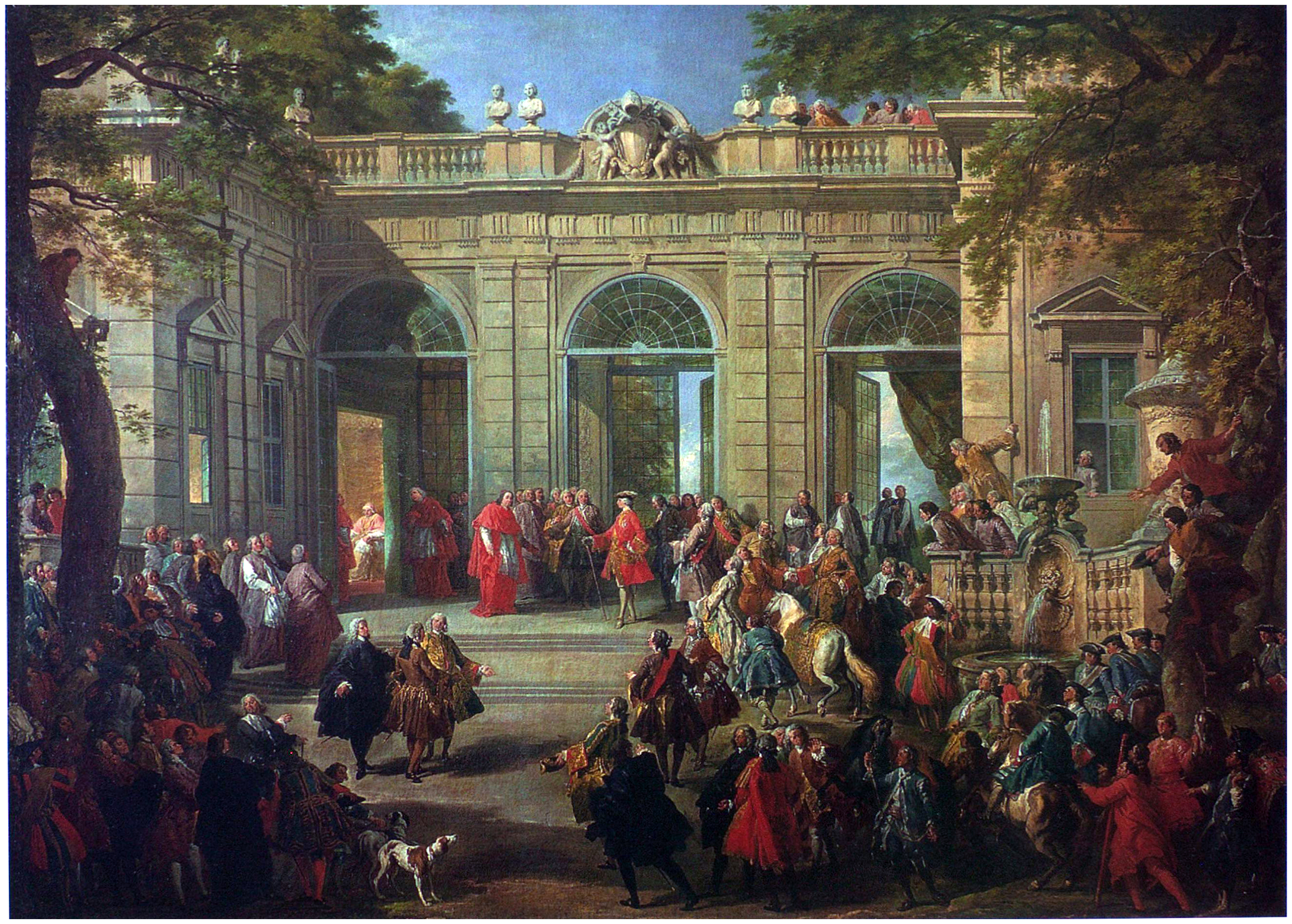
Giovanni Paolo Panini, Charles de Bourbon rend visite au pape Benoît XIV au Coffee House du Quirinale, huile sur toile, 1746, musée de Capodimonte, Naples.

Au XIXe siècle, lorsque la religion est sur la défensive en raison du libéralisme et de l'indifférentisme, la papauté lambertienne n'est pas jugée avec enthousiasme par les historiens catholiques. Par exemple, Ludwig von Pastor, bien qu'il souligne sa grandeur d'esprit, se montre critique à l'égard de sa politique concordataire, car elle est complaisante et manque d'esprit autoritaire dans la défense des biens ecclésiastiques.
Un autre historien et théologien catholique allemand, le cardinal Joseph Hergenröther (1824-1890), juge l’attitude conciliante de Benoît XIV comme déplacée pour un pape, qui « se serait laissé entraîner au-delà de ce qui aurait été raisonnable et par principe admissible ».
La figure de Benoît XIV est largement réévaluée au cours du XXe siècle, tant par l'Église que par l'historiographie et les vaticanistes. En effet, pour l'extraordinaire modernité avec laquelle il s'adressait au monde laïc et pour la bonté de son caractère, à tel point qu'il est défini comme le « cardinal Roncalli du XVIIIe siècle » ou comme le «... Précurseur modeste mais convaincu de la lignée johannique», Benoît XIV bénéficie de critiques très positives. Malgré cela, comme le souligne l'auteur du chapitre de l' Enciclopedia dei Papi consacré à Lambertini, l'historien Mario Rosa, il manque encore une étude organique sur la figure du pontife. En effet, bien qu'il existe quelques études critiques de qualité, comme celles réalisées par Emilia Morelli sur la correspondance avec Pierre Guérin de Tencin ou le congrès d'études lambertiniennes tenu à Cento en 1981, la figure du pontife n'a pas été étudiée dans sa complexité au cours du XXe siècle : les seules exceptions concernent les interventions artistiques et urbaines réalisées à Rome et le lien avec les ordres religieux.
L’historiographie de ces dernières années n’est cependant pas totalement d’accord sur la validité des travaux de Benoît XIV. Gaetano Greco, dans un essai récent, reconnaît l'esprit d'ouverture et la grandeur du pape bolognais, mais souligne en même temps son caractère conservateur, visant à garantir à tout prix le respect des diktats du Concile de Trente, pour imposer une vision « européenne » du christianisme (par rapport à la condamnation des rites et des ancêtres Malabar) et maintenir une législation anti-juive,. Au contraire, Gianvittorio Signorotto, face aux critiques formulées par Gaetano Greco, invite à « prendre en compte le milieu dans lequel Benoît XIV s'est retrouvé à agir, la curie romaine, et, surtout, à rappeler que sa formation était profondément enracinée dans la culture de fin du XVIIe siècle ».

## Succession apostolique
Benoît XIV a ordonné les évêques suivants :
- Évêque Ottavio Ringhieri (1736)
- Évêque Giovanni Battista Scarselli (1740)
- Cardinal Ludovico Merlini (1740)
- Cardinal Giorgio Doria (1740)
- Évêque Pio Gallizia, B. (1741)
- Archevêque Ferdinando Romualdo Guiccioli (it), O.S.B. (1741)
- Évêque Pierre François de Sales de Thorens (1741)
- Évêque Giuseppe Filippo Porporato (1741)
- Évêque Giambattista Pensa (1741)
- Évêque Charles-François Cantoni (1741)
- Évêque Michele Vittorio Villa (1741)
- Évêque Carlo Felice Sanmartino (1741)
- Évêque Giuseppe Felissano (it) (1741)
- Évêque Girolamo Curlo, C.R.M. (1741)
- Cardinal Francesco Landi Pietra (1741)
- Évêque Joseph Maria von Thun und Hohenstein (de) (1742)
- Évêque Silvestro Merani, O.S.A. (1742)
- Évêque Nicola Manciforte (1742)
- Évêque Giuseppe Gallarati (it) (1742)
- Évêque Juan Mateo López Sáenz, C.R.M. (1742)
- Évêque Giuseppe Stella (1742)
- Archevêque Michele Maria Vincentini (1742)
- Archevêque Antonio Cantoni (it) (1742)
- Archevêque Giuseppe Palma (1743)
- Pape Clément XIII (1743)
- Cardinal Giuseppe Pozzobonelli (1743)
- Évêque Felice Amato (1743)
- Évêque Gian Pietro Solaro (1743)
- Évêque Martín Barcia Carrascal (1743)
- Archevêque Martino Ignazio Caracciolo (it) (1743)
- Cardinal Filippo Acciaioli (1743)
- Cardinal Enrique Enríquez (1743)
- Cardinal Luigi Gualterio (1744)
- Évêque Giuseppe Alfonso Miroglio (it) (1744)
- Évêque Giovanni Francesco Cavallini (1744)
- Cardinal Girolamo Spinola (1744)
- Évêque Alessio Ignazio Marucchi (it) (1744)
- Archevêque Paolo Francesco Giustinian (it), O.F.M.Cap. (1744)
- Évêque Gherardo Antonio Volpe (1744)
- Archevêque Antonio Marulli (1745)
- Évêque Ignazio della Chiesa de Rodi (1746)
- Évêque Pietro Cristiani (1747)
- Évêque Giovan Battista Minucci (it), O.F.M.Conv. (1747)
- Cardinal Carlo Vittorio Amedeo delle Lanze (1747)
- Cardinal Giovanni Battista Spinola (1752)
- Archevêque Giovanni Carlo Molinari (1754)
- Cardinal Vincenzo Malvezzi Bonfioli (1754)
- Patriarche Carlo Camuzi (it) (1756)

## Dans la culture populaire

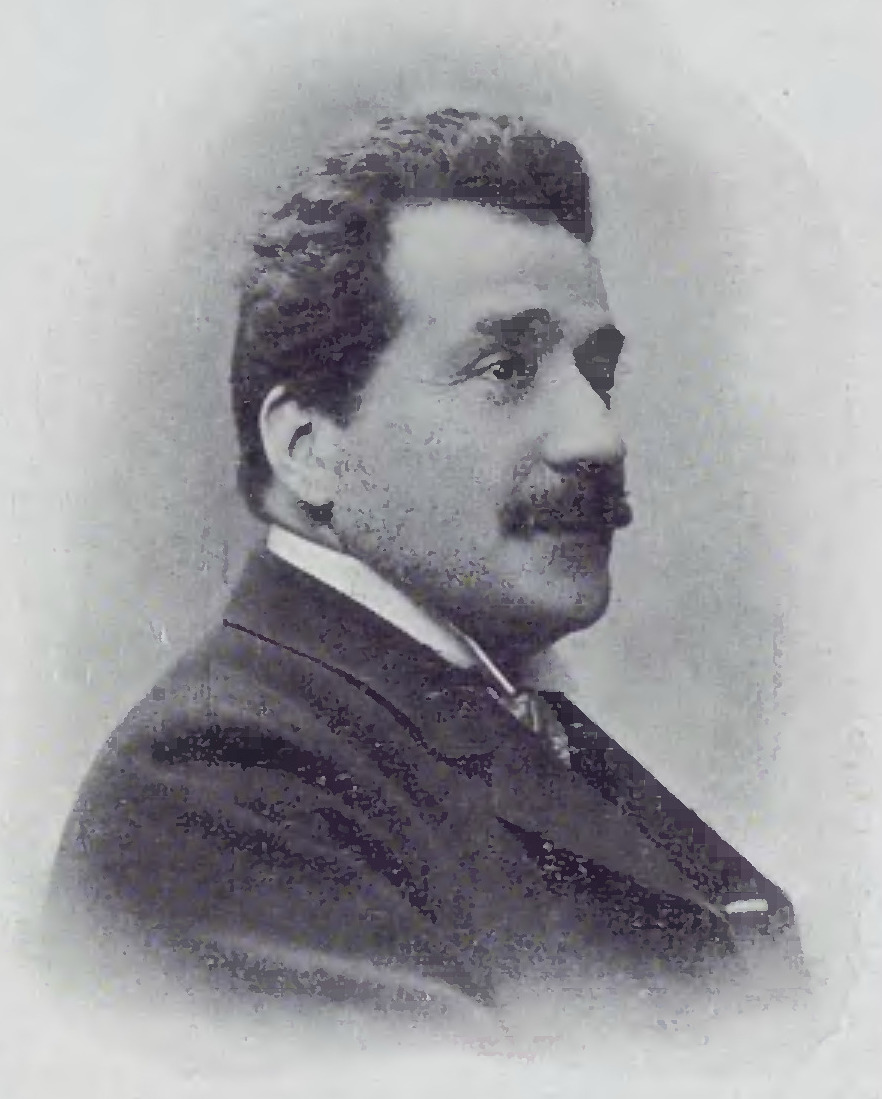
Alfredo Testoni en 1906.

Benoît XIV a atteint le grand public grâce au dramaturge bolonais Alfredo Testoni qui, après avoir étudié les documents et les témoignages historiques contemporains à l’épiscopat de Benoît XIV, en offre un portrait sympathique dans sa comédie Il Cardinal Lambertini en 1906. La représentation théâtrale, qui eut un succès très significatif auprès du public (entre 1906 et 1921, il y eut plus de mille représentations), fut ensuite portée avec succès au cinéma en 1934 par Ermete Zacconi et plus tard par Gino Cervi, dans le film homonyme de 1954 réalisé par Giorgio Pàstina, Cardinal Lambertini, et sur le petit écran grâce à la série télévisée homonyme de 1963, réalisé par Silverio Blasi, et à nouveau interprété par Gino Cervi.
Benoît XIV est un personnage secondaire du film fantastique La Sorcière de Noël 2 : Les origines, dans lequel il est interprété par Corrado Guzzanti.